# 立花道雪
立花道雪/戶次鑑連（永正10年3月17日（1513年4月22日）－天正13年9月11日（1585年11月2日））日本戰國時代的武將，九州島豐後國戰國大名大友氏的家臣。
父為戶次親家，母為由布惟常之女正光院，繼母為臼杵鑑速之姊養孝院。妻子為入田親誠之女波津為先妻、正室問註所鑑豐之女仁志姬（西姬/寶樹院）、側室為宗像氏貞之妹色姬。女兒為立花誾千代，婿養子為立花宗茂，另有猶子戶次鎮連，繼子立花道清、安武茂庵、吉子。幼名八幡丸、孫次郎。法號麟伯軒、道雪。原名戶次親守、親廉、鑑連。官稱左衛門大夫、丹後守、伯耆守、紀伊守。後世的人們以武勇稱道雪為九州軍神、雷神的化身、武神、鬼道雪及大友之魂。

## 經歷

### 少年初陣
大永6年（1526年）3月20日，豐前馬岳城主佐野彈正親基和間田豊前守重安內通大內氏而反叛大友家，大友家令豐後大野郡藤北莊的鎧岳城主戶次親家出兵討伐，然而親家重病在床，年約14歲的親守代父出征，身著系赤縅的鎧甲綁著水色的繩結，頭戴白星兜並附有八相前指物，腰掛家傳寶刀並騎乘附有金紋鞍的愛馬戶次黑毛，率領家臣由布家續、十時惟種、井手度壽、松岡親之、松岡親利、沓掛直之等3千士兵連夜趕往馬岳城，於清晨時分發動攻勢，於一天之內便攻破了擁兵5千人的馬岳城降服了佐野親基和問田重安，許多大友家臣對親守以年幼之身便立下如此驚異的戰功皆讚賞不已，戶次家此後受到大友更加的重用。
同年4月19日親守之父親家病逝，因此繼承戶次家為第十五代家督，天文5年改名親廉官稱丹後守，往後拜領大友義鑑的「鑑」字改名鑑連，並與津賀牟禮城主入田親誠的女兒波津結婚。

### 義鎮的忠臣
天文4年（1535年），肥後國人菊池氏一族反叛大友家，8月22日，戶次鑑連率3千兵馬前往討伐。菊池氏聯合城氏、赤星氏、隈部氏、山鹿氏、有動氏、鹿子木氏於車返一地的險隘地形和鑑連對峙，並發動火計和三方包圍，此時肥後國人之中的阿蘇氏及合志氏率3千兵力反叛菊池想轉為大友援軍為內應，然而鑑連卻派使者海老名肥前傳達說
：『不管戰爭的勝敗，武士的忠誠心是最優先重要的。並且我從初陣以來未嘗敗績，此戰也將不假他人之力，況此戰有大明神監督當能克敵制勝，我若僥倖得援軍必敗。』而拒絕了援軍，希望對方能作為敵方盡忠作戰。
此戰最後靠著鑑連堂叔父戶次親宗的勇猛突擊造成敵軍混亂後，鑑連以鼓聲振奮士氣，家臣綿貫吉基、由布惟巍以槍隊進擊，接著足達左京、安東連之、高野大膳、海老名肥前、小野鑑幸大舉追擊而獲得勝利，豐後和筑後的國人此後也盡皆歸降，鑑連因此又立忠功
。
天文11年（1542年），為了討伐倒向大内義隆的筑前鷹取山城城主・毛利鎮実，大友家以1萬3千大軍將其包圍，鑑連以家臣十時惟次率領戶次家精銳弓隊5百兵登上了福智山的中腹、由此向鷹取山城進行射擊而立下落城大功。
天文15年（1546年），秋月文種謀反，大友義鑑令鑑連與佐伯惟教、臼杵鑑速、吉弘鑑理等將率兵一萬前往鎮壓。7月19日，家臣安東連善、由布惟信立下先登戰功。
天文19年（1550年），大友義鎮（大友義鑑嫡子/宗麟）的叔父菊池義武，和師傅入田親誠，對義鎮感到不悅，因此慫恿大友義鑑轉立義鎮的異母弟塩市丸為下任家督並廢黜義鎮的繼承人地位，然而於2月10日，支持義鎮的重臣津久見美作守、田口藏人襲擊了大友義鑑的居所，史稱「二階崩之變」。大友義鑑、義鑑之女、塩市丸和他的生母，以及侍女皆一同被殺盡，事變後大友義鎮成為了大友家第二十一代當主。 
之後於3月，鑑連、齋藤鎮実、詫摩鑑秀接受大友義鎮的命令攻打始作俑者入田親誠的居城津賀牟禮城，鑑連因此而和親誠之女波津離婚，反叛兵敗的親誠在逃往阿蘇家後被迫自殺。
接著鑑連於7月13日~8月與佐伯惟教、小原鑑元、小野鑑幸、一萬田次郎領兵3萬5千攻破菊池義武的隈本城。
天文21年(1552年)為了鎮壓住領地混亂的大友義鎮持續侵攻菊池義武，又攻落了其本據地隈府城，義武受肥後國人的支援逃往至島原。
後於天文23年（1554年）11月20日接受義鎮的命令，鑑連率家臣由布惟信、安東家忠、安東連忠及小野信幸埋伏於豐後直入郡木原，包圍了受到義鎮以和平為由騙其回歸豐後的菊池義武，迫使其自刃。

### 筑肥豐轉戰
天文22年（1553年）鑑連收養弟戶次鑑方（鑑堅）之子戶次鎮連為養子，令其繼承鎧嶽城及戶次家督之位。
弘治2年（1556年）3月鑑連率部下十時基久於豐後海部郡討伐內通毛利氏進行謀反的國人住民齋藤小左衛門，基久奮勇越牆開門引友軍入城放火遂斬齋藤，但基久受5名敵人以長槍刺擊，3個月後因此戰之傷重不治而亡。
5月，大友家爆發小原鑑元之亂，鑑連與田北鑑重、田原親宏、吉弘鑑理、志賀親守、高橋鑑種等往肥後進攻小原鑑元的南關城，鎮壓了叛亂。
隨後再次於豐後海部郡討伐與小原鑑元一同叛亂的本庄新左衛門統綱、中村新兵衛長直、佐伯惟教、賀來紀伊守惟重等國人眾，19日，鑑連部下由布惟信、高野大膳、高野九郎兵衛、足達左京、安東家貞、安東連忠等先登越牆開門引友軍攻入本庄的城池，遂斬本庄等人掃平餘黨。
9月13日，養弟戶次鑑方與田原親宏等率日田、玖珠兩郡之兵共同攻擊歸屬毛利氏的豐前松山城主兼豐前守護代的杉重吉迫使其退走城池。
弘治3年（1557年），大友義鎮對倔強不服，於弘治元年（1555年）內通毛利並舉兵反叛的筑前國人秋月文種、肥前國人筑紫惟門發動攻勢，於7月令鑑連合高橋鑑種、臼杵鑑速以及吉弘鑑理、田北鑑生、志賀親守、一万田鑑實、吉岡長增、田村麟清、佐伯惟教、朽網鑑康、小原鑑元等將共約2萬以及筑後眾蒲池鑑盛、田尻親種、問註所鑑豐前往征討，雖然寄騎・小野信幸戰死，鑑連仍不負義鎮所望於7月7日~28日率家臣安東連之、安東家忠、安東連善、安東連忠、後藤種長、由布惟巍、由布惟信、綿貫吉廉、小野鑑幸等攻下了文種的古處山城，至12日平定了部分筑前和肥前地區。8月23日又攻下筑紫惟門的五箇山城。同年大友家與毛利家簽定合約，令毛利元就承認大友義鎮之弟大內義長於北九州的領地為大友領有，並且不得侵犯。
永祿元年（1558年）1月22日，宗像氏貞家臣占部尚安・尚持父子於村山田郷古賀原對戰立花鑑載、怒留湯直方。
6月毛利軍毀約，小早川隆景攻落了門司城，趕跑大友方城将怒留湯直方，以仁保就定為城將配置3千兵力，並且毛利隆元開始調略筑前、豊前方面諸豪族，拉攏了宗像氏、長野氏、筑紫氏進行反大友的軍事行動，鑑連為此先與田原親宏、吉弘鑑理等將先進行前往鎮壓。為了確保豐前的領土，10月13日鑑連率家臣安東連之、綿貫吉敬與田原親宏、臼杵鑑速、臼杵鎮續、吉弘鑑理、齋藤鎮實等1万5千大友軍於豐前柳浦迎擊毛利軍，這時鑑連率領精銳弓隊8百名攻擊毛利軍，並在數支箭上綁上寫有「戶次伯耆守鑑連隨時候教」的字條以激烈的箭雨射向毛利軍，此奮戰造成吉川元春、小早川隆景大敗總崩，15日大友軍成功奪回門司城。此後毛利軍中，傳開了大友家名將戶次鑑連的名字，武名逐漸廣傳於多個地區。(第一次門司城・柳浦之戰)
同時大友軍進攻了毛利方的豐前松山城，此戰筑後星野氏配下七人眾之筆頭的樋口越前守実長為大友軍奮勇作戰。
永祿2年（1559年）1月秋月文種之子秋月種實受舊臣深江美濃守以及毛利家的援助擊退了古處山城的大友軍，並與天拜山城主筑紫惟門聯繫再次對抗大友家，大友宗麟為此以田北鑑生為總大將，以軍監佐藤刑部丞為先鋒佈陣於天拜山城下的真光寺，率筑後國人蒲池鑑盛、問註所鑑晴、星野鑑泰、田尻親種、小河鑑昌、麥生民部大輔及肥前犬塚尚家等進行包圍，卻於4月2日的第一次侍島之戰敗於筑紫惟門的釣野伏戰術，佐藤刑部、鑑晴、鑑泰、鑑昌、尚家及麥生民部兄弟戰死，田尻親種之弟的種廉、種增以及曾祖叔父之種任等一族戰死甚多。
8月至9月25日，筑前的大友軍立花鑑載、怒留湯直方、支援麻生鎮氏(宗像鎮氏)率數千進攻北九州國人神官豪族宗像氏貞的領地，先後攻陷了占部尚安的許斐山城、蔦嶽城並進至氏貞居城白山城，氏貞棄城，搭船逃往北邊離島的大島。其間於8月22日，豐前國人以花尾城的麻生隆實為首，該區域的浪人們亦被毛利元就策反及扇動，門司城、香春岳城等又受到浪人一揆的佔據。
大友軍接著於9月26日又攻下遠賀郡麻生隆守的岡城，趁勢又往東北攻下麻生家助、麻生元重、麻生次郎父子的山鹿城、古賀城，且驅逐鞍手郡龍岳城、田川郡香春岳城的杉連緒勢力，一方面又派水軍攻向大島但遭擁護宗像氏貞之島民強烈反抗而未能攻下。
9月16日，大友義鎮以田原親宏、田原親賢、佐田隆居率軍攻向門司城，對此毛利軍以毛利隆元、小早川隆景作為門司城之後援出陣。隆景以兒玉就方封鎖海上通路、並命乃美宗勝將軍勢上陸於門司及小倉之間，遂遮斷大友軍的退路，大友軍無法持續戰線只能撤退。但26日、田原、佐田等大友軍又再度進攻門司城討殺城將波多野興滋、波多野兵庫、須子大蔵丞而再次取回門司城，亦攻下麻生隆實的花尾城。然而翌年永祿3年（1560年）12月，毛利方仁保隆慰又奇襲奪下了門司城。(第二、第三次門司城之戰)
永祿3年（1560年）3月27日宗像氏貞在家臣占部尚持的奇計下奪回許斐岳城等領地，大友方城主麻生鎮氏於落城途中遭到吉原貞安射殺，對此於4月18日，吉弘鑑理、怒留湯直方、立花鑑載率1千5百騎再次攻向許斐岳城，但於翌日遭到占部尚安、河津隆家5百精銳弓兵的反擊而退往立花山城下青柳。後於8月16日至19日，鑑連與怒留湯直方、立花鑑載、高橋鑑種、臼杵鑑速、吉弘鑑理、又率5千進攻，於赤間表、長尾原、許斐岳城、白山城等地作戰，期間於17日以伏兵擊殺了從吉原里城出擊的占部尚持。之後處於後陣的怒留湯直方遭到占部貞保強襲陣營、立花鑑載及高橋鑑種也作戰不利於是暫退回立花山城。
永祿4年（1561年）3月，大友軍立花鑑載、怒留湯直方率1千五百兵持續對宗像方施壓，雖於14日以薦野增時之奮戰攻落占部尚安的許斐里城，但15日在吉原里城遭到強烈反擊而退敗。
4月上旬到5月1日，大友家臣都甲十郎、矢野隼人、毛利鎮実從鷹取山城攻向宗像方許斐岳城，許斐氏鏡、石松氏豐、占部氏時將之擊退。
6月，鑑連、田北鑑生、田北紹鐵、田原親賢等大友軍率6千餘騎進攻豐前，攻擊投靠毛利方的香春岳城，城將原田義種以落石一時擊退大友軍，但鑑連冷靜的加入兵力，令追擊的原田氏遭到分斷，大友軍再各個予以擊破，終於7月15日攻落，迫使原田義種自刃
 。
8月，義鎮親率鑑連、吉弘鑑理、臼杵鑑速、吉岡長增、齊藤鎮實、田原親賢等1萬五千大軍前往豐前，途中接連攻下麻生隆實的花尾城、杉隆哉的松山城，並往筑前攻擊城山城牽制宗像氏貞。
9月2日以武田志摩守、本城新兵衛、今江土佐守開始進攻包圍門司城，大友軍更請來葡萄牙軍艦進行砲擊。
9月13日，大友軍又大舉進攻門司城，對此小早川隆景以堀立壱岐守及豐後守護代杉氏一族組織8百決死隊渡過關門海峽突破大友軍的包圍進至門司城，同時又命兒玉就方率水軍襲擊豐筑沿岸、並對大友軍的後背進行攪亂，又趁機攻落香春岳城，被宗麟委派與毛利軍對峙的城將志賀鑑隆敗退回豐後
。對此雖然大友軍襲擊了豐前沼的毛利支隊但無法影響戰局。
10月9日策反了毛利方的稻田彈正重範、稻田藤右衛門重里、葛原兵庫助則祐，但是由於被毛利方發覺利用，於10月10日的明神尾戰鬥中遭到伏擊敗戰，26日、大友軍再次對門司城總攻撃，臼杵、田原、戸次、斎藤、吉弘等將從和布刈神社佈陣到門司山麓，此時臼杵鑑速及田原親賢的數百鐵砲隊與鑑連的八百弓箭隊配合，以連續猛烈的射擊給予小早川勢大損害，但至黃昏時分仍沒能攻下門司城，大友軍往豐前大里一帶暫時撤退。
11月5日大友軍最終因為毛利軍攻下背後的松山城、馬岳城及香春岳城切斷了後路之壓力不得不全面撤退。(第四次門司城之戰)
同年鑑連擔任了大友家掌握軍政系統的加判眾職位並被任命為筑後國方分・守護代，領有筑後赤司城。
永祿5年（1562年）大友義鎮因為敗戰以及家中信仰問題而剃髮入道號「宗麟」，鑑連也跟隨出家入道號「麟伯軒道雪」。同時宗麟贈送黃金五十兩給予幕府，控訴毛利毀約之舉，希望足利義輝將軍出面和議，一方著手進行連絡毛利家背後的尼子義久打算準備夾擊毛利家。7月，再次攻擊香春岳城，迫走原田親種並降伏了城將千手宗元。13日，轉往進軍門司城，於第二次柳浦之戰，家臣由布惟信立下一番槍，其騎馬疾驅且縱橫馳突之活躍令敵我雙方皆大為驚嘆，但翌14日遭到毛利軍的小原隆言、桑原龍秋從海上的漕渡進行防御作戰，大友軍無法攻落門司城，於是撤退。
9月1日，道雪又隨大友軍進攻豐前毛利方重臣天野隆重及杉重輔、杉重良、杉隆哉鎮守的松山城，於豐前苅田着陣，並於上毛郡擊退毛利方的夜襲，13日於松山城後的海岸與毛利軍激戰，10月13又往北進攻門司城抵抗毛利軍於柳浦一地集體的攻擊，此戰道雪率家臣安東連善、安東常治奮勇進擊，討取了冷泉元豐、赤川元德、桂元親三位毛利方大將(第五次門司城、第三次柳浦之戰)，11月19日大友軍再次強攻松山城，26日大友軍持續於門司城與毛利軍對戰，兩方互有數百人死傷。
永祿6年（1563年）1月，因松山城是個倚海難攻的要害久攻不落，且毛利隆元及小早川隆景又帶大軍到來，兩軍對陣一段時日後大友軍最終撤退。27日道雪因其生家・戸次家世代為足利將軍家特別陪臣的出身之故，擔任大友家的幕府仲介人受足利義輝之承諾，轉達幕府方的文書給宗麟將進行「豐藝和談」。5月，義輝對大友的使者・久我通興及對毛利的使僧・聖護院道增終於分別到達豐後及安藝進行合解勸說，於6月28日大友、毛利兩家開始進行談合，然而此談合直到永祿7年（1564年）1月才終於有了共識，但隨後於3月25日，道雪又率其麾下由布惟明等家將，再次於豐前柳浦與毛利軍進行作戰(第四次柳浦之戰)。直到7月25日，兩家才交換起請文，毛利家僅保有豐前規矩郡門司城，交回松山城於大友，並將香春岳城毀壞，退出九州並停止對豐筑諸豪族的援助，且以宗麟之女嫁元就之孫毛利輝元、後改為嫁元就八男末次元康促成婚約同盟，但此婚約並未能成立。
同永祿7年（1564年）4月2日，大友軍於肥前、筑後邊境與筑紫惟門、立花鑑載對峙為第二次侍島之戰，5月2日兩軍激戰，大友方再次敗於惟門的釣野伏戰術，筑後眾的問註所鑑豐戰死。9月大友宗麟親自率領朽網鑑康、臼杵勢、田北勢等攻打問駐所鑑景的井上城、降伏麥生重種、攻略耳納山的岡城主草野鑑安，又攻打黑木家永的貓尾城及堤貞元的下田城等平定筑後並降伏了龍造寺隆信 。此後傳聞宗麟開始顯得自滿，受到了道雪強烈的勸諫。

### 筑前爭亂記
永祿8年（1565年）筑前有「西大友」之稱的立花鑑載自去年反叛大友家，謀殺了筑前与力眾的米多比直知，道雪與吉弘鑑理於奉命前往討伐，4月27日~5月，道雪配下十時、內田、足達連安、小野鑑幸等力戰有功，尤其由布惟信一隊討取敵猛將彌須圖書助，且高野大膳立下一番乘遂攻落其居城立花山城。之後在宗麟惜其家系下沒有將鑑載殺滅，令其繼續為立花山城的東城・井樓岳城主，並派怒留湯直方為立花山西城・白岳城主，以作監視。
永祿9年（1566年）毛利家攻陷月山富田城消滅尼子家後屢對筑前國人如原田、麻生、宗像、秋月、筑紫等進行策反，並且於11月18日，岩屋、寶滿兩城主的高橋鑑種因早先不滿宗麟殺害其兄弟一萬田鑑相、宗像鑑久並受到毛利家慫恿也一併反亂，宗麟對此派出道雪和吉弘鑑理、臼杵鑑速、吉岡長增（宗歡）、齋藤鎮實五將領豐後、筑後、肥後共2萬兵前往鎮壓。隔年永祿10年（1567年）3月2日以右田彈正先攻擊高橋鑑種，4月15日大友軍與秋月種實於肥前祇園岡交戰，種實向毛利元就要請援軍。
永祿10年（1567年）7月7日，大友軍擊退高橋鑑種8千使其退往寶滿城後，道雪與臼杵鑑速攻陷岩屋城討取城將足達兵部少輔2千餘人，同日道雪和吉弘鑑理在短兵相接，矢雨如注且位處下坡的不利地形之激戰下，以家臣內田鎮並、由布惟巍、小野鎮幸、足達連安、高野出雲、十時惟次、戶次親繁、戶次親宗、後藤種長、原尻鎮清、安東、綿貫等之奮戰先後擊退了高橋方的猛將福井玄鐵80餘人及鑑種親自率兵3百之攻勢，此戰中道雪家臣十時惟忠等人奮迅連斬28人，道雪本人也與高橋家的勇將北原、屋山、伊藤、萩尾、今村等輪番格鬥，激戰中家臣十時基種、安東連實、內田鎮之、足達盛定、綿貫吉基、淺川政安、植生甚介等戰死，內田鎮並以肉身抵擋敵方狙擊的箭矢，道雪幸而保命。
另一方面、7月11日齋藤鎮實雖於肥前山上城和侍島二次敗於筑紫惟門、筑紫廣門父子的釣野伏戰術損失兩百餘人，但於27日接受惟門自刃及廣門再三的降伏請求並受取筑紫榮門等人質 。此後轉進寶滿城，和吉岡長增一同包圍。8月10日，又加入立花鑑載、怒留湯直方的立花山城兵力攻擊高橋鑑種。
8月14日大友軍為驅逐救援高橋鑑種的秋月種實，以道雪、鑑理、鑑速二萬兵力南下轉攻古處山城，在城下的甘水、長谷山(瓜生野之戰)一帶和種實1萬2千兵對戰，此時道雪在一日為數七場的戰事當中七度持刀槍衝鋒於敵陣討取秋月方七位小有名氣的武將，家臣十時惟忠也手持大薙刀，單手貫穿敵兵更將其投飛，戰地因而被稱為「人投原」。15日大友軍再攻落秋月方的邑城休山茄子城，守將坂田諸正自刃，種實見狀退守至古處山城，道雪則駐軍於休松一地休息，一方面，鑑理及鑑速則駐軍於古處山西邊的道場山及觀音岳之莊山一帶。
9月3日，大友軍陣中傳來毛利軍來攻的流言，大友軍勢因此準備撤退動作，秋月種實見機引兵一萬二千往南打算奇襲道雪，但是道雪一早察知率所部3千兵做迎擊態勢並設置虛旗，以小野鎮幸、由布惟信各領5百騎兵為先鋒、竹迫連種、綿貫吉兼、京都光兼、安東秀繼等二百足輕兵以弓鐵砲分左右二隊迎擊並以三方包夾，小野及由布各身負七處刀傷仍追擊秋月先鋒軍內田善兵衛實久和問註所鑑景至三町遠，中備戸次鎮連率6百余騎更突崩秋月軍中備的綾部駿河守5千騎，雖然問註所鑑景一度重整2千兵攻擊道雪於休松的本陣，十時惟忠此時因流彈而戰死，但道雪本陣吉田兼正、海老名秀節5百騎和殿軍內田鎮家、堀祥6百餘騎奮力反擊，並且秋月種實此時見到道雪所擺之噓旗誤以為大友援軍來襲，並且吉弘、臼杵兩軍也進攻了古處山城，種實不得以只能撤退。而道雪預估種實會利用風雨再次進行奇襲，命士兵戰馬不卸甲、鐵砲的火繩也重新準備好迎戰態勢。
3日當晚至4日未明，秋月種實果然率2千兵乘著風雨，轉而往西向莊山夜襲卸下軍備的大友軍吉弘鑑理、臼杵鑑速的陣營，大友軍陷入混亂，吉弘、臼杵的將兵轉往道雪陣營時更發生自相殘殺的慘況，正在進行早飯的道雪對此鎮靜的吞下手中飯團，急令家中大將由布惟信、小野鎮幸、足立連安、十時惟直等人分兵驅敵，又令內田鎮家帶兵繞道出秋月軍背後襲擊，而道雪親自為殿後援助吉弘、臼杵等軍，更持刀槍衝入敵軍中振奮反擊士氣，激勵了大友諸將如朽網鑑康、清田紹喜、一万田鑑實、三池鎮實、田尻鑑種而開始反擊追至古處山城下，當中田尻一隊便討取秋月方15人首級，家臣足立連安更突陣連斬18人，戰至拂曉終使秋月軍轉為劣勢付出重大死傷，兩軍互相撤退。傳聞此戰的道雪被稱為「鬼道雪」。
道雪重整休松的友軍後往西南轉進筑後山隈城撤退。而另一方面，從莊山經由甘水・長谷山直接往西南方的筑後山隈城撤退的一部分吉弘軍又遭受秋月軍追擊，於途中的甘木高場一帶，利光兵庫助、橋本玄蕃允等戰死。
然而此戰道雪也失去了五位親族，分別為叔父親久、弟弟鑑方、堂弟鑑比及堂叔父親繁、親宗。譜代家臣則有由布五兵衛惟清、綿貫勘解由吉廉、十時右近太夫惟忠等部將13人以及從宗麟直屬派來助陣的小野彈正忠鑑幸於此戰陣亡，筑後豪族領主三池親高更與家臣43人一同陣亡，田尻鑑種一族長輩也有7人戰死，大友聯合軍損失約5~60位身分不等的將士，包含被討死4百人。
9月5日宗像氏貞趁機進攻往立花山城，於飯盛山佈陣，立花鑑載及怒留湯直方於席內村、團之原迎擊將其擊退到赤間山城，但此時宗像方吉田守致單挑擊殺怒留湯久則後又逆轉形勢，7日薦野增時、米多比鎮久其一族於領地頑強抵抗宗像軍的侵攻，8日宗像軍以許斐氏備再度進擊至立花山城下的上和白放火但遭怒留湯直方擊退，10日宗像軍轉攻院內一地，立花鑑載及怒留湯直方便攻入宗像領地並於飯盛山下對戰，遭擊退。
10月22日，立花方薦野宗鎮、米多比鎮久等率1千5百兵力攻往宗像領內西鄉、許斐並於福間、田島、東鄉一帶放火，25日，宗像家臣小樋宗頼鎮守冠山城防備攻勢，宗像氏貞則與杉連並、麻生元重率2千兵出戰於福間河原，後兩軍互相撤退。
永祿11年（1568年）2月立花山城主立花鑑載受到毛利元就策反再次反叛大友家，筑前与力眾的薦野宗鎮此時為了貫徹對大友家的忠義不支持鑑載的行動，遭其殺害，後薦野、米多比一族率兵投靠了道雪。
鑑載則於4月6日迎來毛利家的清水宗知8千餘人和軍船百餘艘，更聯合筑前高祖城主原田隆種、原田親種父子、筑後安武城主安武鎮教與高橋鑑種家臣衛藤尾張守約1萬人於立花山城，4月24日道雪與吉弘鑑理、臼杵鑑速、志賀親守3萬餘人包圍了立花山城及其白岳、松尾等7處城、砦，於7月4日大友軍強攻立花山城，道雪一軍在攻略其支城松尾城時，於立花山崖上的不利地形苦戰，先鋒高野出雲、十時惟次負傷，道雪因而挺進前線激勵了家臣戶次鎮直、戶次鎮時、十時惟次、十時惟由、由布惟定、高野出雲、小野鎮幸、足立連安、吉田兼正、原尻鎮清、竹迫鑑種討取了敵兵28人。當晚因為道雪的調略而令立花家臣野田右衛門大夫背叛為內應引道雪軍入城，戶次統春、十時惟道、臼杵鎮氏、池邊永晟等奮戰生捕安武鎮教，原田親種、清水宗知、衛藤尾張守不敵逃至立花山城西南邊海岸的名島城。
7月23日立花鑑載因支城各個陷落，帶著家族10餘人脫逃往古子城並打算集結兵力於新宮町，卻被野田右衛門大夫告知了行蹤遭到大友軍將竈門鎮意追擊，進退不得而自殺，同日道雪又與高橋鑑種於宇美河內一地進行會戰將之擊破，而原田親種，衛藤尾張守以及清水宗知則往立花山城東北方的蘆屋濱打算渡海回中國毛利家，卻遭到道雪配下的先鋒十時、綿貫隊追擊，並且安東幸秀數次夜襲蘆屋濱的毛利軍補給據點令其大吃苦頭，甚至毛利方的武士對道雪軍的夜襲留下了一首狂歌，是為蘆屋合戰。
此後立花山城則先後以怒留湯鑑貞、立花彌十郎親續暫任城督，並配置城代臼杵鎮氏、田北鑑益、田北鎮周、津留原掃部助宗叱等及6百餘兵士暫時代守。
7月29日道雪等大友軍將致力於筑前反大友勢力的掃討，但清水宗知、原田親種、衛藤尾張守為了奪回立花山城於8月2日又率軍5千至立花山城下，道雪軍再次和鑑理、鑑速於立花山麓下會合反擊，此時臼杵鎮氏和代父指揮的吉弘鎮信率軍分斷了衛藤的軍勢，將戰線從立花山城往西南移動向香椎、名島並越過多多良濱往莒崎追擊，道雪以第一隊小野鎮幸、第二隊由布惟信、第三隊後藤種長、第四隊堀祥、第五隊安東家久、第六隊高野大膳互相配合交替輪流進行攻擊，進擊至莒崎一地，此時高野大膳奮勇討殺了於前軍指揮的衛藤尾張守，敵軍皆因為道雪的夾擊攻勢而做四散逃，道雪進擊討取3百餘人，後於8月5日率4千追擊了原田親種軍勢往生松原，其父原田隆種雖派一族之原田親秀率3千援助親種(第一次生松原之戰)，但親種之子秀種(年僅12歲)以下太田孫左衛門忠茂、池園四郎兵衛種之、原田伊豆守種冬、笠新八與昌、上原新左衛門泰元等家臣戰死、親種也被射落馬下兵敗逃命。清水宗知也受到追擊掃蕩僅剩20餘人由新宮町乘船回了毛利領地。
8月19日，秋月種實終於因為失去了毛利家的援助而降服大友軍。11月25日，道雪從筑後山隈城移動到高良山下的富本（問本）城，28日，道雪為了確保筑後國人問註所鎮連不參與筑前國人反亂，並感念其父鑑豐於永祿7年為大友家出兵筑前討伐筑紫惟門於5月2日忠戰而亡，娶了鑑豐之女仁志姬為正室。

### 對抗龍造寺、毛利軍
永祿12年（1569年）1月，大友宗麟親率五萬大軍征討「肥前之熊」龍造寺隆信，道雪和吉弘鑑理先後拒絕了隆信的投降交涉，於2月包圍筑紫氏的五箇山城後，兩軍於3月23日在神埼郡田手(蓼)村交戰，隨後道雪與大友諸將領3萬進攻江上武種的勢福寺城並使其降服，4月6日吉弘鑑理於多布施口一地擊敗龍造寺軍主力，欲進擊之時突然發病而錯失良機。在此期間，大友軍中散佈龍造寺軍將夜襲佈陣於境原一帶的臼杵鑑速軍之消息，於是角隈石宗連夜與道雪謀議，由道雪前往鑑速陣中建議其可安心卸甲入睡並闢謠，穩定了軍心，隔日由道雪督軍前進半里余，撤除半毀民舍並建營，進逼隆信居城。一方，在龍造寺隆信的聯絡下毛利元就見隙率吉川元春、小早川隆景、乃美宗勝4萬餘人由吉田郡山城出發經由海路於4月15日包圍立花山城並斷絕水脈，17日在道雪建議下派出城親冬提出與龍造寺的議和，後隆信也派遣老臣納富信景慰問辛勞議和的道雪，並贈送名馬一匹。
宗麟令道雪等將回軍前往立花山城，大友軍3萬於5月5日集結於博多，道雪先於5月6日率軍與田尻鑑種一同進攻毛利軍熊谷信直等於香椎一地的陣營觸發一場小戰，此戰道雪自身持槍殺敵，但吉川元春以鐵砲隊防禦其攻勢，5月13日毛利軍為了支援寶滿城的高橋鑑種包夾大友軍而度過多多良濱川於博多松原附近放火與大友軍交戰四回但被道雪以1千2百精銳弓箭隊阻止其進軍。
5月18日元春和隆景率毛利軍4萬餘再次出戰，道雪、鑑理、鑑速則率兵1萬5千分三隊為先鋒於多多良濱佈陣，之後配置了約2萬的大友軍力與之對峙，雙方激戰期間，道雪衝陣斬財滿越前守等十餘人並擊敗吉川元春先鋒楢崎信景之際遭到香川春繼以弓箭反擊不得前進，且吉川元春以鐵砲攻勢橫擊而不得不撤退，雖然大友軍此時處於劣勢接近戰敗，但隨後道雪見到小早川隆景率吉見正賴、尼子元秋移軍長尾一地整軍時的陣形空隙，先以8百人鐵砲隊密集射擊後自身拔刀乘馬單騎率先衝入敵陣營中，緊跟著道雪的家臣團也一擁而上，毛利軍此時無法抵擋被衝退三町距離導致毛利軍全線撤退回立花山城下各營寨，大友軍也因吉川元春的攻勢戰損3~5百兵極度疲勞無法再進行攻勢而撤退往博多本陣，之後兩軍於21日、26日等又進行了大小18次的合戰但都無法決定勝負。直到閏5月3日，被包圍的立花山城大友方因糧盡而密使大友宗麟請求開城獲得同意，一方面毛利方也接受城將的降書，於是立花山城遭到毛利軍佔領，兩軍雖然暫時休戰但大友軍繼續結陣於筑前博多。此時道雪等大友家老建議大友宗麟於6月1日回師豐後進行下一步計畫。
6月22日至7月18毛利軍1萬餘騎從名島多多良河口以水軍進攻博多西側的鳥飼村打算偷襲大友軍背後，道雪2千騎迎擊於青豆一帶，以竹迫連種為先鋒立下一番槍，臼杵鎮氏、綿貫吉兼、戶次鎮直、十時惟道、森下中務等奮勇突擊驅散毛利軍，之後道雪又與臼杵鑑速、吉弘鑑理等大友軍進攻挑釁的毛利軍，燒毀立花山城下一營寨。8月7日大友軍五條鎮定在立花山下香椎與毛利軍觸發遠矢原之戰但仍無法決定戰局，25日大友軍的一隊察知於新宮浦的毛利水軍與宗像水軍正進行物資補給，於是進行了襲擊。9月5日，兩軍再次於博多對戰。
此後戰事持續膠著狀態，直至10月，毛利元就因為大友宗麟採用吉岡長增之計策以大內輝弘乘虛奪取山口高嶺城並且出雲月山富田城方面也遭受「尼子復興軍」攻擊，遂下令吉川元春和小早川隆景立刻撤退回國。15日道雪、吉弘鎮信趁機追擊毛利軍，毛利軍陣亡者約3491人。以上系列戰役為堪稱中世紀日本九州最大的合戰「多多良濱之戰」。
10月13日，大友三老（道雪、鑑理、鑑速）於「蘆屋會談」中決定攻擊筑前混亂的元兇高橋鑑種，11月14日於宇美一地布陣，15日於寶滿城九峰觸發鐵砲戰(道雪小姓淵觀藏十八兵衛 以身蔽道雪)，在家臣安東常治奮力進擊之下高橋鑑種不敵於是透過吉弘鑑理進行了投降，原本道雪打算令其切腹自盡，但是在宗麟心軟之下只將其流放至小倉城。後道雪繼續於筑後山隈城擊破秋月種實。期間於11月9日至21日，大友與毛利兩家終於談成和睦，殘留在立花山城的乃美宗勝開城接受大友軍的護送回毛利領地，立花山城又回歸大友氏，此後短暫由吉弘鎮信代替最初預定為立花山城督的父親吉弘鑑理為城代。
擊退毛利軍後的大友軍繼續實行攻打龍造寺隆信的計劃，於元龜元年（1570年）大友軍以號稱6萬的大軍包圍了佐賀城，道雪、臼杵鑑速等持續與龍造寺隆信、鍋島直茂進行數場局地戰，如3月17日的小城表之戰以神代長良為先鋒擊破隆信、4月23日巨勢・若宮之戰道雪與隆信、直茂互相牽制各有勝負、6月13日原村口之戰臼杵鎮續的奮戰等，但都無法影響整個大戰局。這時道雪因為包圍時間甚久導致筑前勢力不穩而早先向宗麟提議撤軍但不被接受。8月20日大友軍總大將宗麟之堂弟的大友親貞於今山之戰遭到鍋島直茂的夜襲，被成松信勝奪去了首級，佈陣於今山的大友軍失去主將而接連撤退，然而此戰大友軍戰死者雖有2千人以上，但並無影響其威勢，仍於佐賀城東面的姊・境原一帶以優勢兵力與龍造寺軍對峙，此時吉岡長增使計向隆信家臣及部分肥前國人射矢書策反，雖隆信知是反間計而待麾下諸將更為禮遇，卻依然阻止不了諸將間的猜疑，於是隆信仍不得不屈服於大友氏之下，9月下旬，在道雪及吉弘鑑理、臼杵鑑速、吉岡長增等大友三老的政治工作下，派出田尻鑑種向隆信提出議和，迫使隆信送出了龍造寺信周為人質，大友軍遂撤退回豐後。

### 立花山城督繼承
立花山城之立花氏因為立花鑑載的自刃而沒落，而原本預定為立花山城城督的吉弘鑑理於元龜元年(1570年)6月因病亡故，代替其成為城代的鑑理之子・吉弘鎮信也因為身為宗麟的側近重臣而被招回豐後，因此道雪在宗麟的再三說服下轉封至筑前立花山城，於元龜2年（1571年）5月形式上的繼承了立花氏並且受任筑前守護代，而為了降伏先前支持毛利氏抵抗大友氏的宗像氏貞，迎娶了氏貞之妹・色姬為側室(而氏貞則迎娶了臼杵鑑速之女・大友宗麟養女為妻)。
道雪於天正3年（1575年）將家督之位讓給獨生女，年僅7歲的立花誾千代，自己退居幕後，道雪作為筑前立花山城督，為了統治之便時不時希望主君大友宗麟能允許其冠上立花姓，但宗麟忌諱立花為叛臣之姓而不允許道雪自稱立花，因此道雪一代終生使用戶次姓，由繼承者的誾千代以及部分一門親族受允許可稱姓立花。同時，被迫流放豐前小倉城的高橋鑑種其高橋氏則由吉弘鑑理次子高橋紹運繼承，鎮守岩屋、寶滿城。

### 筑前鎮壓戰
天正6年（1578年）大友家於耳川大敗於島津家，使得大友家逐漸式微，筑前國人如秋月、原田、宗像、草野等再次大規模反叛，其中於3月21日發兵攻向許斐城，迫使宗像氏貞逃亡。此時道雪配下的由布惟信、十時連貞、安東家忠、高野大膳因戰功彪炳而一同被合稱「立花四天王」。
12月1日，道雪與紹運在筑前的領地進行了全面性的軍事物資動員防衛體制，各自在立花山城、寶滿山城、岩屋城進行籠城防備戦，其中道雪的養子・筥崎座主安武方清率4百餘僧兵與其家臣城戶知正、城戶清種父子亦加入防衛，與龍造寺隆信、秋月種實、筑紫廣門等對峙拒戰。廣門派家臣島鎮慶為使者一時謀騙了道雪進行講和，隆信遂班師。
12月3日，秋月種實聯合筑後豪族問註所鑑景、筑紫廣門約4~5千人攻擊岩屋、寶滿城因為高橋紹運的防戰未果，後於4日種實率綾部駿河守、内田善兵衛、横田讃岐守、上野四郎右衛門、木所刑部丞、長谷山民部少輔、熊江修理亮、芥田惣六兵衛等家臣4千餘騎在柴田川和立花高橋軍2千騎對峙並進行弓矢對射，但立花高橋軍的兵力處劣勢而再交戰不久便撤退至山野之中，此時種實於晚上追擊，反被立花高橋軍以由布惟信、小野鎮幸、薦野增時、綿貫吉兼、竹迫連種、高橋越前守、成富左衛門分別從山路埋伏夾擊，並且紹運在二日市、針摺一帶佈置噓旗馬印，種實中計退回了居城損失3百多兵力。隨後又攻下筑紫広門家臣帆足彈正所鎮守之武藏城。
同年12月11日~13日，龍造寺隆信聯合筑紫廣門、秋月種實的兵鋒侵入筑前威脅寶滿、立花城，立花軍十時連貞、野上連貞、小野鎮幸、井手口盛高、井守口盛澄(盛高子)於宇美一地巡邏時，遭遇倒戈至秋月家的矢野・神武村鄉人的伏擊，十時、野上及井手口父子等人進行反擊後鄉人退入障子嶽、極樂寺固守不出，於是道雪聯合紹運出兵，以十時連貞督前軍進行討伐，大聲疾呼直衝敵砦中，雖遭遇鄉人眾多鐵砲狙擊造成森下鎮安中彈身亡，十時連貞也身負重傷靠十時惟元攙扶撤退，但井手口盛澄、城戶清種及其與力東鄉新五郎以及小野鎮幸被官新五郎等以2百餘兵力戰斬殺渠帥14人俘獲其妻小遂平定反亂。

天正7年（1579年）1月中旬，筑紫、秋月兩家又侵攻岩屋城，岩屋城代屋山種速及關善虎、關內記父子漂亮的將之擊退。
3月秋月種實聯合筑紫廣門和豐前國人城井、長野、千手、齋藤、上原及筑前國人宗像氏貞、麻生元重、田原鑑尚、杉連並等諸豪族內通約定反叛大友家。
同時大友宗麟為對應筑前、豐前諸豪族之叛亂於3月派出豐後的家老志賀親守進駐筑前岩門城，率筑前國人小田部鎮元、大津留鎮正2千餘兵，於3月13日進攻於太宰府石坂佈陣包圍岩屋城的秋月軍，卻遭到杉連並、麻生元重、宗像彈正、許斐氏備、田原鑑尚呼應秋月軍出兵遮斷其退路，紹運因此於筑前石栗嶺對戰秋月種實將之擊破(第一次太宰府石坂・石栗嶺之戰)，一方面道雪則擊退宗像、田原等，使志賀親守得以還軍岩門城，小田部及大津留也撤退回本城。
同月16日到18日，秋月軍出陣至八嶽，宗像、田原等出兵聚集，為此道雪派家臣小野鎮幸、米多比鎮久、刃連孫九郎、野上連貞、吉田兼正、原尻鎮清、由布惟信、由布惟次、竹迫鑑種、竹迫連種、十時惟由等家臣出戰，在刃連孫九郎的突擊與野上連貞奮勇戰死之下，立花軍合作驅敵擊敗秋月軍。
4月18日、原田隆種呼應秋月家的起兵與筑紫廣門進攻小田部鎮元的安樂平城(第一次荒平城攻略戰)，但鎮元集曲淵城及鷲嶽城之兵力果敢反擊而未被攻下。
然而在高橋紹運率兵援助安樂平城時，秋月種實又趁機出兵岩屋城聯合宗像、杉兩軍包圍志賀親守並於針摺布陣，紹運對此也往二日市與之對陣(筑前針摺・二日市之戰)，並散播大友方於筑紫方面的援軍朝夜須郡前來的虛報，秋月種實再次中計退回居城。
4月27日，駐守鷹取山城的毛利鎮実遭受秋月軍・齊藤三河守聯合宗像軍的攻擊，為了救援，道雪派出家臣後藤連種、十時連貞於第一次吉川之戰成功擊退宗像、秋月軍。
6月2日，修築嘉良山(唐山)西砦，派由布家續戍守，之後改由大津留鎮忠防守。
7月12日~18日道雪為牽制原田軍又出兵往安樂平城集結小田部及大津留的8百餘軍力，從海、陸二方面進軍至早良郡鳥飼、生松原，與原田親秀觸發第二次生松原之戰，薦野增時、小野鎮幸、十時連貞、東鄉三九郎、安東連善、足達連安、後藤種長、後藤連種、米多比彈介、米多比鎮久、由布惟時等果敢奮鬥，小田部鎮元、大津留鎮忠進行橫擊，原田親秀遂敗，一方，原田隆種又分兵擊退大津留、小田部軍，故此局地戰各有勝負，最終各自撤退。
7月18日龍造寺隆信出兵筑後之際，其武勇出眾的次子江上家種聯合原田親秀以執行總兼為大將率5千聯軍侵略大友家的安樂平城（第二次荒平城攻略戰），城主小田部鎮元頑強抵抗，此時鎮守安樂平支城‧池田城的小田部家武將大教坊兼光背叛了鎮元，對此鎮元進行了長期籠城的準備。
期間於7月27日，秋月、筑紫、原田3千聯軍又偷襲大宰府，道雪聯合紹運出兵2千8百兵力對峙，以紹運1千對筑紫、道雪1千5對秋月、並另派薦野增時以游擊隊3百埋伏於觀世音寺，一氣呵成將之擊退。(第一次太宰府觀世音寺之戰)
8月13日派出家臣足立連安、小野鎮幸、米多比鎮久、後藤連種、井手連度、竹迫連種、安東連善、安東連信、米多比彈介、由布惟時、丹親次等將1千5百兵運輸輜重救援食糧不足，大友方柑子岳城的木付鑑實，於14日的歸路中在生松原一地遭原田隆種埋伏夜襲(第三次生松原之戰)，道雪此戰僅在立花山下的遠矢原乘轎督戰不在前線，後藤種長、小野正廣、北庄正隅(正廣弟)、酒井外記、井手口盛廣、小串成春、下莊民部、下郡統久、沓掛鎮利、佐伯孫六、酒井外記、赤尾帶刀、高瀨內藏丞、安部右馬助、和田七郎兵衛、平川善五郎、大良兵衛、武久將監、大石長右衛門、奈須又市郎、河野圖書、衛藤善三郎、河崎喜六、石松掃部助、河野彌七郎、小原長左衛門、圓木惣左衛門等多數家臣戰死。
8月18日，宗像彈正、麻生元重、田原鑑尚、杉連並等反大友聯軍經由海路往南於多多良川左岸的箱崎攻入道雪領地，道雪於是出立花山城南下與之進行了兩日兩場的戰鬥後，趁夜派戶次鎮榮、戶次統則、薦野增時率領3千兵往北方奇襲宗像領地並對麻生元重的上松城放火還俘虜了元重之妻。宗像、麻生、田原三將見到自家的上松城起煙於是由海路退回宗像領地固守許斐岳城，9月10日，元重私底下想投降道雪，約定道雪出兵許斐岳城時將獻城投降，但被宗像彈正發覺而被殺。
9月6日秋月種實又進攻寶滿城，道雪和紹運於寶滿山城下吉木一地將其擊退。
9月11日小田部鎮元聯合鎮守鷲嶽城的大津留鎮忠之弟大鶴宗逸對池田城發動夜襲，背叛小田部的大教坊一族85人全員戰死，同日龍造寺軍攻向池田城，鎮元與宗逸出城渡江奮戰，另一方面雖然大津留鎮忠早先聯絡到立花道雪以十時連貞、小野鎮幸率6百兵並輸送兵糧物資為援軍，但是趕不及龍造寺軍的激烈攻勢，鎮元籠城長達約三個月最終與其長子・九郎鎮虎、弟宗逸皆戰死，然而小田部勢仍以其次子統房為首之殘軍頑強抵抗，大津留鎮正則做為孫子統房之後見人在安樂平城繼續指揮籠城。
9月15日，道雪、紹運、志賀親守為討伐原田親秀進行軍議，決定由紹運留守防備秋月、筑紫，志賀親守率大津留鎮正及小田部勢殘兵攻向高祖山日向崖，道雪則合木付鑑實共3千5百餘騎，以小野鎮幸、由布惟信5百為先鋒進軍高祖山城並放火燒村，原田親秀以一族之擅長軍事兵法的勇將原田林慶指揮波多江、吉井等為大將率6千出擊，分別將道雪、志賀軍衝散並逐漸聚集當地鄉士之兵力，追擊道雪軍至生松原(第四次生松原之戰)，此時林慶見道雪背後河川滿潮，認為道雪之兵比起溺死將會轉而奮鬥攻擊自軍，因而打算待其退潮，同時小野鎮幸也向道雪提出該利用此背水之陣令士兵突擊敵陣，兩軍互相觀察，隨後小野、由布率5百分左右進擊，道雪後陣遂追擊將原田軍打回高祖山城，林慶則在小野、由布及薦野增時、立花成家父子、丹親次的夾攻下兵卒殆盡遭小野鎮幸討殺，於高祖山山腰處的妙立寺防守的原田種守千5百騎也被擊破，種守以下數十騎戰死。道雪軍攻破三之丸、二之丸後遂放火燒城返回生松原執行首實驗後回軍立花山城。
9月18日道雪聯合紹運攻入鞍手郡放火燒杉連並諸城誘秋月種實出戰，種實於是令田原鑑尚、杉、宗像等舉兵欲襲其後，對此道雪與紹運轉進宗像領地，與志賀親守合流軍勢，於是田原鑑尚投降於志賀親守並獻出津久見嶽城寨(鶫城)，但被道雪以對大友家無功勞並且三次反叛為由協議志賀親守將其誅殺，隨後繼續攻略杉、麻生等叛軍。
9月29日道雪與紹運又於筑前嶺擊退秋月種實至那珂郡彌永(現南區 (福岡市))一帶。
10月24日龍造寺隆信因9月底大友方木付鑑實糧盡棄柑子嶽城出走而減少一大障礙後，派出家臣執行總兼、大田兵衛3千餘人聯合筑紫廣門攻擊大津留鎮忠的鷲嶽城，高橋紹運出兵於那珂郡山田山和隆信對陣為大津留鎮忠的後援而使大田、筑紫兩將撤退，但11月15日筑紫廣門又派兵游擊偵查，紹運因此鎮守於筑前岩門(戶)城一帶監視，同時秋月種實又率恵利暢堯、長谷山民部、内田善兵衛、板並左京五千餘騎偷襲岩屋城，紹運又回軍岩屋並於半路以成富左衛門、土岐大隈、荒川隠岐、萩尾麟可打擊筑紫勢2千兵的追擊，重整岩屋城的兵力後於太宰府東南方的高雄山率屋山種速、高橋越前、土岐大隈、福田民部對戰4千秋月軍，秋月軍因紹運的火攻而有部分撤退，同時道雪出陣牽制筑紫軍並和紹運夾擊令其敗退，終令大津留鎮忠脫險。
12月，秋月種實又聯合杉連並、麻生元重、許斐氏備、惠利暢堯等將侵攻道雪領地的糟屋郡，道雪與之對戰2、3日牽制住後，於29日派戶次鎮榮、薦野增時千餘兵奇襲許斐岳城並放火且俘虜了氏備妻兒，遂奪下此城，氏備只能率百餘兵逃往大島。

天正8年（1580年）2月，龍造寺隆信聯合秋月、筑紫、原田、草野2萬軍力進逼筑前西南邊境的生松原，2日2日道雪率十時連貞於早良郡討伐支持龍造寺家的鄉士（傳聞此戰也是立花宗茂的初陣），3日於月隈村築砦，16日對豐後諸將發出勸戒文書「九條檄文」。
3月道雪與紹運又抵擋了秋月種実、筑紫廣門對立花山城的攻勢。
4月中旬後，小田部殘軍由於糧盡，將城池移交給從豐後派來的大友援軍小佐井鎮直、臼杵鎮冨進行修復後退出安樂平城，大津留鎮正回歸鷲嶽城剃髮隱居，小田部統房則移動至立花山城受道雪保護。
5月道雪令毛利鎮實出兵攻向宗像氏貞的貓城，但鎮實沒能配合道雪的計略導致失敗。同月下旬，龍造寺隆信自身率小河信友、納富賢景，以神代長良、曲淵房資帶路於筑前內本名村佈陣，一面派出龍造寺信周率下松浦、杵島的軍勢於早良郡着陣，一面又以龍造寺長信、龍造寺康房與波多親、草野鎮永、原田信種等於怡土郡、志摩郡邊境着陣，又以其次男江上家種與執行種兼率三根、神埼郡的軍勢進駐筑前內野城，並且鍋島直茂率筑後軍勢與秋月種實、筑紫廣門會合於筑前岩門城，合約4萬3千的肥前、筑後聯合軍勢，概分2萬餘以龍造寺康房為大將，小河信友、納富賢景為副將攻略安樂平城，另外2萬餘則牽制岩屋、寶滿、立花山城的紹運、道雪。起初龍造寺軍以弓矢鐵砲遠攻安樂平城但效果不彰，於是隆信下令切換近接作戰。在經過6月下旬的軍議後，終於7月7日，以小河、納富、執行三將為先鋒登上安樂平城的斷崖城壁，城內的大友势雖然進行激烈的抵抗但終究因為對應的太遲而被攻破大門，雙方死傷多數，此時隆信配下的空閑光家捕殺了城將小佐井鎮直，臼杵鎮冨則在城池受到燒掠後透過鍋島直茂的仲介而投降，於是安樂平城終於被龍造寺隆信所攻陷。
7月上旬，龍造寺隆信兵進立花山城，但不久於同月中旬透過筑紫廣門的仲介與道雪進行合議，9月雙方定案，筑前以西9郡龍造寺領，東6郡大友領。
9月10日於筑前第二次吉川之戰再次對戰宗像軍，家臣米多比彈介戰死。26日道雪和紹運於穗波一帶擊退秋月種實，家臣井手口盛高討取黑瀨治部立功(第一次嘉麻・穗波之戰)
10月16日，立花高橋軍伏3千兵在八木山石板道，以2千7在石坂道出口的大日寺佈陣並以十時連貞等足輕2、3百出擊嘉麻・穗波放火，秋月方井田親氏從古處山率1千至穗波，十時連貞偽退引誘親氏追戰7里(30公里)至大日寺，此時親氏軍勢疲勞，立花高橋伏兵起，親氏軍潰敗，連貞與親氏單挑將其討殺。 (第二次嘉麻・穗波・八木山之戰。秋月方記為石垣山之戰)
10月18日，紹運家臣北原鎮久內通秋月種實謀反未成被誅，紹運以其子北原種興騙取種實進攻，於龍城下蘆木(阿志歧)進行夜襲，秋月方內田彥五郎中伏戰死損失慘重。
11月3日，秋月種實為了報內田彥五郎及井田親氏被殺之仇，以問註所鑑景、上野四郎兵衛、惠利暢堯、綾部駿河守率1萬2千軍勢集陣於古處山城下奈須美(茄子見或安見山)之森，但立花高橋軍早已判讀到此行動而以小野鎮幸、由布惟信為先鋒出擊至奈須美，兩軍接觸激戰先以弓鐵砲後槍隊互擊，此時綿貫吉兼、竹迫連種側面游擊秋月軍令其崩潰，道雪紹運又加入攻擊，種實雖然叫陣整軍，但又看到紹運在後方擺出噓旗，怕被斷後而撤退回古處山。
12月，宗像家臣石松主稅助受秋月種實扇動反叛，打算與秋月軍合作集結於宗像表進攻立花山城，道雪聽聞此事立即派出小野鎮幸、由布惟信率2千餘兵力迎戰。兩將以釣野伏戰術成功引誘出石松主稅助並殲滅，秋月軍則觀望戰局不利後撤退(傳聞此戰道雪雖生病但僅在城中仗刀就如軍神摩利支天般，令在戰場的立花士兵感到道雪親自現身在戰場而提振自軍士氣)。

天正9年（1581年）3月6日道雪於那珂郡麥野村築砦。同年7月27日龍造寺隆信聯合筑紫廣門、原田隆種進軍至大宰府，並以筑紫廣門聯合秋月種實侵略筑前岩屋城，紹運與之對峙，道雪另派家臣竹迫統種、薦野增時等將為游擊軍迂迴佈陣於緊鄰太宰府東側的觀世音寺，雖成功於觀世音寺之戰(第二次太宰府觀世音寺之戰)擊退敵軍，但統種等立花家臣戰死甚多。同時於此戰中，立花高橋軍約5千在太宰府及觀世音寺東邊的石坂一地埋伏，紹運以弓、鐵砲、長槍隊分三段佈置於坂上，正面迎擊5千秋月軍，秋月先陣7百人受弓鐵砲的攻擊而退後時，紹運率家臣小島彌兵衛帶頭以3百人為先鋒突擊，手持大長刀左突右迴於千人的敵陣當中，另一邊紹運之子立花宗茂自率150兵力側擊秋月軍，討取了猛將堀江備前，而原先隱兵於松林之中的道雪突然殺出夾擊，秋月軍遂敗。此石坂之戰(第二次太宰府石坂之戰)也是紹運之子立花宗茂的初陣，其優異的表現令道雪正式興起迎統虎為婿養子的念頭。
同年8月，膝下無子的道雪，終於對高橋紹運提出希望其長子高橋統虎(宗茂初名)能繼承立花家，起初紹運因為統虎優秀的資質和器量，以及身為高橋家重要的繼承人而拒絕，但是在道雪數度的懇求之後，統虎終於成為了道雪的養子。於8月18日，統虎和道雪的女兒立花誾千代結婚成為了婿養子而繼承立花家。
25日，家臣薦野增時及後藤連種攻下秋月方的高鳥居城。
9月，鷲嶽城也被龍造寺隆信攻落，城主大津留鎮忠(宗秀)與小田部一族逃往立花山城，後道雪委派鎮忠防守立花山支城之一的津久見嶽城寨。此時大友筑前五城主只餘下道雪之立花山城和高橋紹運之岩屋・寶滿城。
11月6日，大友宗麟為了援助被秋月種實、問註所鑑景夾擊的家臣朽網鑑康，而命道雪、紹運、宗茂出陣，立花高橋共率5千兵力再次對秋月氏的嘉麻、穗波一帶攻略，當立花高橋軍收到豐後的大友軍將於原鶴一帶迎擊秋月軍後，於回軍途中遭到秋月軍上野四郎兵衛、坂田勘解由左衛門實久以及豐前、筑前國人眾長野、城井、千手、杉約8千騎的追擊，立花高橋軍利用地形於八木山的石坂道的大日寺口埋伏，於大日寺前的潤野原反擊敵軍後又往南追擊至土師村，家臣小野鎮幸、薦野增時、大橋京林、新田鎮實、米多比鎮久、和仁統實、森下重一等奮迅討取3百餘人，兩軍的激戰使立花高橋軍損失3百餘人，秋月軍坂田實久等戰死7百60人，道雪的軍師大橋京林因此在八木山當地建立千人塚。此戰是為潤野原合戰。
同年11月12日，立花山城東北方的宗教豪族宗像氏貞，其部分家臣不滿早先將部分領地作為色姬的嫁妝給了立花，趁立花軍一面出戰秋月軍（潤野原之戰），一面以由布惟信、薦野增時、小野鎮幸、立花鎮實、內田鎮家、足立連安、十時連秀、安東連忠等立花家臣8百兵前往運輸兵糧不足的筑前東南邊境的鷹取城時，聯合秋月軍於13日半路偷襲（小金原之戰，立花家稱清水原之戰），此戰中立花家諸將各別討取眾多敵方將領，足立連安連斬18人、小野鎮幸討取石松兵部增貞、米多比鎮久擊殺石松新三郎貞景、後藤連種則斬得石松玄番首級，而惟信之子由布惟次也以鐵砲狙擊敵大將河津修理進盛長立下大功，但隨後奮戰中身受13處重傷，最後在由布、小野、薦野、內田、十時等立花家臣以背日光於高處下山衝陣等兵法上正確的判斷，宗像方大敗，將領吉田貞辰、石松秀兼等人皆被討取殆盡，此戰形同宗像氏貞的背叛而觸怒了道雪，兩家之間的同盟因此破裂。
翌14日，道雪迅速出兵奪取了宗像方領地西南方境界的宮地嶽、灰塚兩城寨，並派家臣鍋島飛驒守戍守宮地嶽城，制壓指揮當地的地侍，灰塚則由內田鎮家、足立連安輪替防守。

天正10年（1582年）2月，因原田信種聯合秋月種實、宗像氏貞、筑紫廣門於筑前西南邊境的那珂郡岩戶不入道村攻落大友方的山田民部丞純規鎮守的猫峠城，並且引起早良郡山門村的鄉士反叛暴動，2月10日道雪率由布惟時、內田鎮家平息暴動於歸路中與原田軍籠野大炊在生松原遭遇引發鐵炮戰(第五次生松原之戰)，由於勢力眾多一時無法排除，且一方面立花軍在道雪於小金原一事無法息怒之下先於3月16日派小野鎮幸、由布惟信、內田鎮家侵攻宗像許斐岳城周邊的吉原、八並村(西鄉表之戰)作為牽制，4月16日才前往那珂郡岩戶鄉驅逐秋月、原田、宗像的約2千聯軍，此戰立花軍僅1千5百軍力分道雪、由布、小野三隊為本隊進攻，統虎和薦野率5百兵為伏兵，道雪本隊在危急之時因統虎的策略終於擊退原田勢，隨後讓統虎率薦野增時、立花成家、 小野鎮幸、由布惟時、立花統春、佐野統幸、顯孝寺存應共1千騎驅逐正再岩戶一帶的岩門庄久邊野築砦的原田勢武將笠興長3百兵，討取了1百50人並追擊至早良郡。
10月2日，秋月種實又趁隙攻下紹運領地的米之山城，紹運迅速出兵於當日隨即對戰秋月軍奪回了米之山城，道雪派吉田兼正援助紹運，追擊討取2百餘人。
同年12月22日率領家臣米多比鎮久等攻入宗像領地，侵攻宗像家至天正11年（1583年）3月16日的八並村吉原口防戰，家臣丹親次討取了吉原貞安後又於4月23日攻落宗像家的許斐岳城，氏貞只能退往白山城，遂驅逐了宗像勢力，同時從屬於秋月家的香春岳城・龍德城主杉連並畏懼道雪而投降。而宗像氏貞之妹，道雪的側室色姬則於隔年3月24日在立花山城中病死。
同天正11年1月期間，筑紫廣門數次於夜晚派兵侵擾博多區的立花寺一帶，2月4日，道雪以家臣竹原藤內配合紹運以伏兵擊退廣門3百兵，斬獲甚多。2月17日，筑紫廣門又再攻岩屋城並放火，在守將屋山種速抵擋下紹運即時率寶滿城之兵將之擊退。
3月1日筑紫廣門又出兵太宰府，道雪與紹運共同抵禦，立花統春作為先鋒立下一番槍，立花鎮實、安東連忠皆力戰有功，再次擊退筑紫軍勢。4月8日，筑紫軍又潛入筑前那珂郡偷割青麥，立花軍先鋒竹原藤內與之對戰，接應主軍並行夾擊，又再次擊退筑紫軍。4月16日，筑紫軍出志免町吉原口，道雪令小野鎮幸為大將率2千餘騎，起初以薦野增時的與力被官出戰迎擊，十時連貞、佐野統幸合兵進擊但遭筑紫軍優勢兵力包圍、於是鎮幸高喊突進解圍，十時惟道、池邊永晟、森下釣雲奮戰驅敵，筑紫軍不敵敗退，兩軍各有死傷。
據「石城遺聞」所收「博多某家記」於天正11年12月1日(「筑前志」載於11月11日)島津軍川上忠智率1千5百兵侵攻博多並放火，但遭大友軍擊退。

### 筑後遠征期
天正12年（1584年）2月8日，筑紫廣門以家臣假扮賣茶商人潛入岩屋城設置發火裝置，雖然岩屋城代屋山種速迅速作出對應，並且紹運也從寶滿城引兵來援，以今村五郎兵衛擊退了筑紫廣門的軍勢，但是岩屋城嚴重燒毀，隔日道雪派部隊幫忙紹運收拾火事現場。4月12日，筑紫廣門又率軍侵攻御笠郡，道雪與紹運反擊至筑紫家領地的武藏城下，道雪家臣吉田兼正、後藤連種、佐藤次郎三郎等率其部眾力戰衝鋒陷陣，紹運又分2千兵為三隊進行橫擊，筑紫軍戰敗退入城中。
3月，因龍造寺隆信於沖田畷之戰對上島津軍戰敗身死，大友家為此趁機出兵想奪回筑後，以宗麟次子大友親家、三子大友親盛率豐後大友軍7千人進攻筑後貓尾城的黑木實久，實久則聯合龍造寺軍共2千餘人在貓尾城與高牟礼城籠城抗戰，經過了一個月大友軍仍然無法攻落，大友家第二十二代當主大友義統為此要求道雪與高橋紹運出兵，兩軍於8月14日集結於寶滿城下的高雄山進行軍議，於18日夜間以紹運2千人為先陣、道雪3千人為後陣以強行軍的態勢從寶滿城下的吉木一地往筑後方向出發。
紹運在渡過筑後川擊滅秋月家武將芥田兵庫50餘人後（田主丸町・片瀨、惠利渡口・石垣表之戰）與道雪越過耳納連山及尚未整備道路的筑後鷹取山等極度曲折險峻的山路，以由布惟信為殿軍，在狹窄的山道途中又遭到伏兵以鐵砲狙擊，道雪也以弓、鐵砲反擊，此時紹運以擅長鐵砲狙擊的家臣市川平兵衛反狙擊令道雪脫離險境，但伏兵仍攻擊殿軍的由布惟信、立花統春、立花成家、立花家治、堀治、後藤連種、福有親久、吉田兼正、安倍親常等將殊死防守，道雪為此通知紹運而敲響回軍的鼓聲，此時軍師大橋京林出計策，先在坂道高處朗誦歌謠整軍列隊，然後出其不意的衝往下坡攻擊，敵兵遂因此逃去。19日傍晚因下大雨而於山上休整，道雪與紹運親自巡視慰勞全軍不休息至天亮，維持了士氣。兩軍從筑前到筑後約60公里的距離用僅約1日的時間，於20日到達了高牟礼城，道雪與紹運隨即寢返黑木家老樁原氏部，使其於24日開城，龍造寺援軍的土肥家實因此焚城撤退回佐賀。25日道雪和紹運攻降了黑木家同族的河崎重高(河崎鎮堯)所防守的犬尾城後於大籠山換陣整軍，此時筑後高良山座主・丹波良寛率法師武者大祝鏡山保真、大宮司宗崎孝直、上妻鎮政、甘木家長、社家稻員安守等加入大友軍。
28日道雪以一族的立花鎮實率8百別動隊從坂東寺經西牟田攻擊城島城，自鎮實以下竹迫鑑種、安倍親常奮勇作戰討殺多數敵兵燒毀外城郭，但城主西牟田家親、西牟田家和兄弟率3百城兵激烈抵抗守下本城。道雪與紹運則率本隊在酒見・榎津・小保等地進行放火燒村，又經過折地、古島、水田至柳河城下町，龍造寺軍固守無一人出戰。在燒毀附近城下町後，派高良山座主・良寬攻久留米城、安武城及草野氏燒毀其廬舍，到高良山與朽網鑑康等大友軍進行軍議，此時貓尾城已被孤立，在樁原氏部的內應工作下於9月1日(一說4日或5日)攻下了貓尾城，黑木實久自殺身亡，城交由大友家部將田北宗鉄接管守備。
8日，對山下城的蒲池鎮運進行勸降，期間道雪與紹運接受谷川城、邊春城、兼松城、山崎城等小城的投降，於9日的柳川表之戰中道雪家臣後藤連種討敵立功，10日又進一步焚燒瀨高、上庄、下庄、鷹尾至三池境界，11日接受鎮運開城投降以大友家部將宗像鎮續入城守備。緊接著轉陣於坂東寺與大友親家進行軍議，又放火燒西牟田、酒見、榎津附近的數百民家，又往山門郡進攻龍造寺方的諸城並拿下田尻鑑種的鷹尾城。接著展開對有名的堅城「柳川城」及其支城百武賢兼之妻百武圓久尼鎮守的蒲船津、百武城的攻略，但柳川城守將龍造寺家晴死守不出，道雪遂於10月3日接受高良山大社座主丹波良寬之建議移陣至高良山，4日進攻草野鑑員、家清，草野父子棄竹井城聯合問註所鑑景固守發心岳城，28日，道雪紹運燒毀竹井城強攻發心岳城，其城踞險而築易守難攻，由布惟定、十時惟之戰死，於是又轉攻星野吉實的鷹取城、星野城(山之中城)、福丸城，接著於11月14日攻破問註所鑑景、康純父子的井上城三之丸、二之丸，置兵扼敵出城，又將兵峰往北越過筑後川攻入秋月種實領地燒掠甘木、甘水、彌永等地，然後向南再掃討三潴郡諸城，此時安倍親常於西牟田之戰中斬敵甚多卻中彈陣亡。一方面配合進攻秋月種實而進軍的大友親家敗於秋月軍，於是兩將暫時退回高良山會合朽網鑑康、志賀親守，於柳坂、北野一帶駐軍迎接過年。
期間於10月13日，和仁、邊春、三池等筑後、肥後國人棄龍造寺來降大友。12月8日草野家清與筑後善導寺住持密謀，趁道雪家臣後藤連種、足立連安、井手六左衛門等參拜善導寺時起伏兵圍殺，海老名秀節為救援也遇伏戰死，此事令道雪大怒欲與草野家清決戰，草野不敢出兵應戰，於是道雪下令燒毀善導寺並由後藤連種之子後藤虎種及連種的丈人石松三河入道討殺住持等80餘人。而在過年後又處決了未守軍規擅自回鄉的30餘名家臣，當中不乏驍勇善戰的功臣。

天正13年（1585年）1月21日，大友親家與朽網鑑康攻破秋月方的針目城捕獲其數名城將。2月上旬龍造寺家晴、鍋島直茂於柳川城率軍5千出戰佈陣於高良山南方的西牟田，北方則有秋月種實、長野鎮展、草野鎮永、城井鎮房、千手氏、星野氏、問註所氏等國人施加壓力，2月中旬龍造寺政家共集結3萬餘大軍近逼高良山，道雪與紹運加強戒備，並維持與肥後甲斐宗運商議阿蘇家持續從屬大友家。
4月8日，道雪與紹運進攻柳川擊破龍造寺軍，捕獲龍造寺新助等數人，又焚毀柳川、鷹尾二城之間的房舍進至海岸而還，10日又出兵焚盡柳川城、酒見城、榎津一帶的民家，竟然未見任何敵兵，於是又回軍高良山。道雪屢次要求主君大友義統親自出兵前線未果，義統僅於15日派出戶次統貞、戶次鎮連等4、5名大將率玖珠郡兵，19日到達高良山助陣。
龍造寺軍則於18日以後藤家信率筑紫廣門、波多親、高木左馬助8千人於筑後川壓迫。同日高良山座主良寬率僧兵擊破佔據久留米城及祇園原一帶的麟圭、龍造寺、筑紫聯合軍，抓獲50餘人。
此時豐後大友軍朽網鑑康率野上清四郎來援與道雪、紹運三大將共9千8百餘兵力分為兩軍對抗，以朽網鑑康一隊往西牟田壓制北方國人眾，道雪和紹運則於高良山西北方的筑後川和寶滿川交接處的小森野一地佈陣，紹運以家臣伊藤總右衛門、福田民部少輔5百兵為先鋒但不敵筑紫廣門、後藤家信等龍造寺軍的優勢兵力，紹運因此後退引誘，激戰之時紹運以其剛勇的家臣萩尾治種、成富左衛門1千5百騎從龍造寺軍側面筆直突入造成其勢虛弱，紹運又親自提槍突進奮戰，後藤、筑紫無法阻止軍勢崩壞兵卒竄逃，道雪3千兵則迂迴由北野村渡過筑後川從側面橫擊，並在十三部野一帶廣立軍旗，追擊敵兵至肥前鳥栖、千栗，討取187餘名戴甲武士。此戰為小森野之戰。
後大友軍以紹運率豐後日田、玖珠、國東、南部各郡2千兵以野上清四郎為先陣，在筑後川上游之一的筒川，沿川邊擺「長蛇之陣」後陣擺「雁行之陣」，又以朽網鑑康佈陣於高良山腹以「鳥雲之陣」(即鶴翼之陣的進階，形容如鳥群集散於雲層之間，為臨機應變的陣型)潛伏，而道雪率第二陣以小野鎮幸、由布惟信為首率京都鎮安、萩尾治種2千兵為「浮武者」(游擊兵，潛伏並見機突擊之奇兵)潛伏於野中村為後陣，且高良山座主丹波良寬也率法師武者大祝鏡山保真、大宮司宗崎孝直、社家稻員安守等7~8百兵力參陣於後備。
兩軍以足輕隊開戰，後紹運以200挺鐵砲橫一列猛烈射擊，龍造寺軍也從高良山左側出擊，於十三部野一地野上清四郎捨身碎骨奮勇突進立下一番槍，激戰之時紹運退後，挑釁引誘龍造寺軍追擊並三度反擊討取多人，同時第二陣小野鎮幸、由布惟信與後陣京都鎮安、萩尾治種又從側面突擊斷絕敵軍後路，紹運又將右翼的先陣兵力以長槍加入攻勢，此時先陣後陣的騎兵整齊一列軍势並進突擊，道雪更突馳追擊至敵本陣前的祇園原，龍造寺的騎馬武者多數陷於田地遂敗，損失283名戴甲武士。此戰為十三部野之戰。
4月23日，龍造寺家晴、筑紫廣門又率1萬6千餘後備兵力進攻高良山，於高良川沿堤防分五段軍勢。道雪、紹運、察知龍造寺軍的行動，與良寬、蒲池氏合併8千兵力佈陣於祇園原，並將兵力二分，於各處配置伏兵。
道雪此次親自為先陣大將，並配置由布惟信、十時惟由、十時連貞為先鋒，安東連忠、內田鎮家、竹迫連種、綿貫吉兼為後陣，高良山法師武者良寬等則隔軍配置做為後備。
道雪擺出約120~200挺鐵砲，只要敵軍一接近就只發射20~30發威嚇，而龍造寺軍約7~800挺鐵砲卻因此連發，由於龍造寺軍於山間擊出多發鐵砲造成煙霧瀰漫視界不良並且受回音干擾，道雪的鐵砲隊則因為控制得當沒有受到硝煙影響，而龍造寺軍卻在這不利的狀況憑其大軍猛烈突擊，先鋒的惟信、惟由、連貞遂趁此狀況進行突擊並偽退誘敵，一度將其先鋒擊退後，龍造寺軍交替後陣不知是計猛烈追擊、道雪也加入後陣安東連忠等兵力，兩軍進入激戰被形容有如萬雷震盪，此時道雪立起馬印吹起法螺貝大為鼓舞軍勢，下令分二隊以由布惟信、十時惟由、十時連貞、內田鎮家、竹迫連種從側面突擊，此時十時連秀、綿貫吉兼、後藤種任、野上清四郎等揮槍討取龍造寺方不少有功的武士，同時以「鳥雲之陣」潛伏已久的朽網鑑康也突然襲擊，龍造寺軍潰散直至中軍，龍造寺家晴、筑紫廣門無法控制敗勢，道雪追擊約2町距離後引退，而龍造寺軍又重整軍勢反擊之時，紹運和良寬之伏軍又從森林兩旁出現以弓、鐵砲猛烈攻擊，打擊了龍造寺軍反擊之軍心，使其受三方圍攻大敗。此為祇園原之戰。
以上小森野、十三部野、祇園原三戰統稱筑後久留米合戰(又稱為筒川合戰)是為道雪最後一次大戰役，也是其引用《孫子兵法》的「奇正戰術」最為代表性的一次戰役，其戰績被評價可媲美孫子、吳子。

### 逝世、死後
就在大友軍與龍造寺軍鷸蚌相爭之時，島津家逐漸漁翁得利侵占兩家領地，此時龍造寺家以及一眾筑前國人豪族逐漸附屬於島津家，大友軍持續攻防至6月初，道雪開始發病，之後病情一度好轉時與紹運率軍下高良山，於７月下旬攻落筑紫廣門的北野、赤司二城，將軍陣移至此地。
9月道雪病狀惡化，在對家臣說了：「把我的遺骸穿上甲冑並面向柳川城埋於高良山上，如果有人違背了此事，那麼將世代遭受詛咒!」後於9月11日逝世，享年七十三歲。
眾家臣以及紹運、宗茂皆不忍道雪遺體將要遭受敵兵踐踏之恥辱，遂決定承受那道雪的詛咒將遺體運回立花山城，高橋紹運護送道雪靈棺之時，敵對的士兵見狀並沒有攻擊，而是深深的對這位徹頭徹尾忠心於大友家並且一生三十七場大戰、近百場小戰皆無敗的名將致敬。
《大友興廢記》中此時記載：
「道雪的遺體由1000兵運送往立花城，國中有野心的武士聽聞後都開陣讓路，沒有射出任何一支弓矢。」
島津薩摩藩士伊賀倉俊介於《鹿兒島外史》如此記述：
「九月，大友的支柱，老將立花鑑連於高良山陣營中卒去。有如諸葛孔明喪於五丈原般，高橋鎮種護送靈柩歸還筑前，秋月之兵沒有邀擊，島津之軍亦無追擊，乃是因為名將之死喪，而無人乘機做出卑弊攻擊之事。鑑連之歿，享年於七十二。作為大友家先陣數度拆散毛利軍，乃是鑑連身在筑前之故，肥前龍造寺隆信也對鑑連寧以送贈厚待而不願干戈，島津氏亦忌憚鑑連，有如源賴朝忌憚藤原秀衡一般。鑑連存活之時，島津義久難取大友，而鑑連死後，大友豐後便有如熟透的柿子般輕易取得。」
之後道雪葬於立花山城旁的梅岳寺，法名"梅岳院殿福嚴道雪大居士"（福嚴院殿前丹州太守梅岳道雪大居士）
並於柳川福嚴寺也有寺廟，也和養子宗茂生女誾千代三位一起供俸於柳川「三柱神社」，天明3年（1783年）3月18日受贈神号為"梅岳靈神"。作為武神軍神、水利・干拓・開田・郷土繁榮・開拓・先導之守護神，其寺社以其過往功績也被認為是祈願必勝・就職・二度就業・復活之神社而受人們崇敬。

## 忠臣的思慮

### 諫言扶主
元龜2年（1571年）大友宗麟因西國霸主毛利元就逝去後終日沉迷於酒色以及太平的生活，道雪和眾家臣皆擔心大友家將因此衰敗。某日，道雪招來京都有名的「白拍子」至立花山城中表演並舉行宴會，宗麟因此至立花山城參加，就在喝酒之時，道雪突然以悲傷的語調懇切的對宗麟說： 「現在我們的西邊有龍造寺氏，南面則有島津氏；如果主公您不理會這強敵環伺的處境，繼續沉迷酒色，將會辜負一眾家臣對您的期望，而他們亦會離您而去」宗麟因此被道雪感動而振作起來。

### 九條檄文
大友家於耳川敗後逐漸家道中落，道雪眼見如此，於天正8年(1580年)2月，以九條項目要求大友家臣遵守來扶持大友家，以下簡略列出其中五條。
1.「家臣必須全心扶持主公大友義統，不論大友家的盛衰」
2.「即使因為諫言而遭到主公討厭還是必須說出來」
3.「不能只考慮自身的平安，否則會因自私而有失公正」
4.「談論的事情，希望都是為了大友家興盛相關的事」
5.「無論如何都要遵守義理，絕不背叛主家」

### 繼承的問題
道雪雖然將家督傳給獨生女誾千代，但是在幾翻考量下還是決定找一位大友血族中不凡的年輕武士繼承，雖然曾經想以繼女政千代嫁予家臣薦野增時作為後繼，但是卻被增時拒絕，不久增時提議了將高橋紹運之子彌七郎（立花宗茂）作為婿養子來繼承立花家的做法，道雪再邀請彌七郎至立花山城觀察後，認為的確是不可多得的優秀少年，更目睹彌七郎於初陣的奮戰，遂決定向高橋紹運提出讓彌七郎入贅娶誾千代來繼承立花家的想法，此時道雪說了： 「我從壯年至今七十多歲，為大友家征戰好幾十年，多有勝利時刻，可是近年大友家逐漸衰退，賊徒日日壯大，我方的勝機日日消逝，鄰近有龍造寺、島津，遠一點有毛利等強敵，在我死後只剩你(紹運)能支持大友家，但所能做的還是有限的吧! 如今你有正值壯年的兩個兒子，如果能讓長子彌七郎繼承我立花家，那麼在我死後至少還有兩個名族能守住大友家....」
紹運聽聞後了解道雪的苦思，因此決定讓彌七郎成為道雪養子。元服後的彌七郎取名統虎，日後成為一位受到眾人讚賞的名將發揚了立花家。

### 逸事
1.傳聞道雪年輕時(35歲，推算大約為西元1548年)，在盛夏炎熱之際的6月5日，於樹下乘涼午睡時遭遇雷雨，並且有一道雷打向道雪，於是下意識的拔起愛刀「千鳥」揮斬，腳也因此而受了傷，然而道雪於戰場上的勇猛加上此大難不死之事，逐漸被美名為雷神的化身。而就算腳受了傷，腿力也不比健全者差，往後的戰役仍有配鞍騎馬奮戰的紀錄，晚年才由六名士兵負責抬輿，坐在輿上每為先陣激勵士兵作戰。愛刀千鳥則因此改名為「雷切」

2.道雪晚年坐在輿上作戰之際，皆會伴隨著的太鼓進擊聲，當自軍為劣勢之時，道雪說了：「愛惜生命的人就把我丟在敵陣中自個兒逃命去吧!!」如此鼓舞之話，令立花軍數次走向勝利。

3.道雪曾和家臣們說：「兵卒本來是不會弱的，若不是如此的話將是大將的責任，如果有在他家被評為弱者的將士，在服侍我之後將會成為了不起的大將。」
其中，道雪曾對一位因無立下功勳而被驅逐的武士說：「你武運不濟並不代表你弱，我知道你的實力優良，別人的看法我不理會，我期待你能有出色的表現，下次在戰場上好好的立功給我看吧!」結果那位武士果然在戰場上奮勇取得了功勳。

4.有一次道雪的某位家臣在宴會中因言行不雅冒犯了貴客，道雪此時並無責怪那位武士，反而在貴客面前讚揚此人，說了：「這位武士雖然不擅言詞，但是在戰場上卻是槍術高超的猛將，是我引以為傲的家臣」使得客人開始佩服起這位武士，並且這名武士更加誓死效忠道雪。

5.道雪治軍公私分明，某次率軍出戰至過年期間，有家臣35人脫離戰陣回家過年，道雪因此大怒下令：「把脫離戰陣的人連同雙親一同斬殺!」更解釋說了： 「那些不把正在作戰中因過年回家的孩子趕回來的父母也同罪!」此後道雪軍中再沒有違背軍令之人。

6.有一次，一名軍中的武士和道雪的侍女偷情，很多人認為要嚴懲那名武士，道雪卻說：「年輕人在性慾上把持不住是常事，如果因為這樣而處罰，恐怕會失去人心，再說這件事情和犯國法軍法是兩回事。」並允許這名武士和侍女在一起，後來那名武士心懷感恩，每次上戰場都奮勇殺敵。

7.有一天，道雪的家臣進言「秋月種實在博多化裝為僧侶，每日都去看歌舞伎的樣子。只要有殿下的命令，我立即去殺他給您看」之後，道雪大罵道： 「種實這類的人是不可能被你這樣的人殺害的!對付他們，理應跟他們一戰才是!但是你竟然有此污穢之心!」之後道雪就派人告訴秋月「秋月殿下變裝去博多遊覽一事已被知道了，請閣下放心，此途您將安全不會遭到襲擊。」

### 人物評
道雪於成長之時逐漸展現了才氣，並且聰穎靈敏驍勇超絕，教育將士恩惠於民，而且其所施的恩惠連細小的地方都顧慮到。(《名將言行錄》)
所謂真正的勇士，所指的就是如同道雪一般的人吧，他是真正可以作為武士模範之人。「。」(《名將言行錄》)
豐府之諸臣，英雄濟濟。其中戶次道雪兼備智勇節義，宗麟能保其威名不失是靠道雪之力。吉岡長增、臼杵鑑速、吉弘鑑理、高橋紹運、齋藤鎮實等為其幕下並有肥後之相良義陽、甲斐宗運相輔，若能盡力撫育專心治道，連天下都足以能治，更何況九州二島而已。(江戶時代思想哲學家・三浦梅園)
立花道雪之威名響至關東諸國之時，武田信玄曾經以書信傳達想跟道雪見面並且較量一番的意願。(舊柳川藩儒者・笠間悟園)、(《淺川聞書》)
同為九州名將的龍造寺隆信也曾對道雪評價為“喜歡武術、熱愛文學，為當代的頭號良將”(《龍造寺記》)
鍋島直茂也曾於聽聞道雪死去之時，為其落淚感到可惜並留下評語“此入道(道雪)是文武兼備、廉直賢才之大將，大友宗麟其家之威勢能建立乃因道雪為其良輔之故”(《三徳譜》)

### 辭世句
心不附敵方，縱豐國的鐵弓之末已離此世（異方に心引くなよ豊国の鉄の弓末に世はなりぬとも）

## 立花家戰術

### 奇正戰術
立花道雪是著名的戰國名將，除了熟讀各種兵書外，於戰術面引用了孫子兵法的奇正道理。
一日軍陣之中，道雪将雪下(由布惟信)、和泉(小野鎮幸)兩人叫到近前言道：“行軍作戰之道，必以兵法為先。無論如何武勇的軍隊，在戰場上也不能缺少正奇之變。因此，我也需要有能够擔當正、奇兩軍的大將作为輔弼。《孫子》曰，凡戰者，以正合、以奇勝。奇正相生，無窮如天地，不竭如江河，如循環之無端，孰能窮之！今日，雪下可为正軍之將，和泉可為奇軍之將，明日相輪替之，薦野三河(薦野增時)、米多比丹波(米多筆鎮久)皆勇毅之士，可以為副將。汝兩將競相激勵奮勇，催勝軍如風掃電馳，我軍當無敵於九州矣！”
其戰術思想即是以正軍對抗、引誘敵軍使之混亂，然後以奇軍作側面攻擊讓其潰散，然後視情況和本隊換隊包夾並縱橫於敵陣中以擴展戰果，並且可以配合各項兵種使用，是一種靈活度甚大的戰術，充分展現孫子兵法中「難之如陰、動如雷震」的作戰思想。
除了立花自軍實行如此的戰術外，立花道雪也在筑前平亂和筑後遠征期間和同是大友家重臣的高橋紹運一同實行多次，兩人死後留下的子嗣立花宗茂和高橋統增也時常應用於肥後一揆動亂和朝鮮戰役中，並且廣為立花家中勇毅出眾的武將使用。

### 早込鐵砲集體射擊
在織田信長於長篠之戰中實行鐵砲集團射擊前6年的多多良濱之戰中，立花道雪便已率領集團編制，訓練有素的鐵砲隊。
道雪曾經針對鐵砲射擊前的繁雜動作做了研究，因為一般的鐵砲在發射前必須經過數十個準備動作。
結果道雪發明了將彈藥和彈丸混和好一次射擊的劑量再放入特製的竹筒中的「早込」（早合）之法，並備份許多個混合好的竹筒再以草繩連結成一串掛在肩上，使用時因為一同倒入了一發份的火藥和彈丸，省略了射擊步驟而大幅提升射擊速度(傳聞約30秒一發)，他家僅射擊一發的時間，立花家卻能射擊三發。
最有實際被記載其使用情況的便是其養子立花宗茂在關原時期攻略大津城時，證明了比他家鐵砲快了約三倍的射擊速度，受到當時的矚目。
並且這些鐵砲也被應用於奇正戰術中，視敵我軍的明確情況而決定先後用於正軍和奇軍，主要是作為奇軍奇襲前的混亂攻勢。

### 景流長刀斬込部隊
戰國當時於戰場流行的是一般2尺到3尺的武士刀，並且用於近距離白兵戰使用，然而立花道雪卻特立獨行，偏愛使用3尺到5尺的長刀(野太刀)。
一般人皆認為長刀在戰場上相當不方便，因為在短兵相接的戰爭常態中，長刀揮斬的不好可能反而被反擊喪命，然而道雪的戰爭模式是先正攻，後奇襲，作為正攻的長槍部隊或是上述的三倍數集體鐵砲射擊部隊攻擊過後，奇襲的部隊再以這使用長刀為前提的「斬込」部隊從旁夾擊，敵軍先後受正攻及奇襲而混亂之際，長刀部隊便能無視接近戰的憂慮，發揮長刀的長度和威力追討敵兵，使其潰散敗逃。上述鐵砲射擊和此長刀部隊的配合攻勢，是為「強襲突崩戰法」。
立花道雪雖然下半身殘疾但本身也常於戰場上坐於轎上揮動約6尺的名刀「雷切」（傳聞過度使用刀刃越來越短，現今以脇差的姿態保存於御花史料館中）反覆進出敵陣追殺敵人，而長於劍術的立花宗茂和家中大將如小野鎮幸、十時連貞等也同樣能於戰場揮舞長刀，統率長刀斬込隊參戰肥後一揆討伐和朝鮮戰役中。
據『旧柳河藩志』載，筑前秋月一地出身的劍術達人山本正勝受片山久安(「片山伯耆流」之開祖，與林崎甚助並稱居合術達人)傳授居合秘技而開祖長刀流派「影流」（現稱景流長劍拔刀術、景流居合術，日文景與影同音），正勝又傳授給後來成為立花宗茂家臣的渡邊幸次，融合立花家慣使長刀而在當時成為了不外傳的劍術。
現今於福岡市設有舊柳川藩景流保存會，更曾有數名英國的劍術家前往學習此劍術 （页面存档备份，存于）

### 投槍乘込戰法
這是立花家武士個人武勇方面的戰法，分為「貫串投出」以及「複數投出」。
家臣如十時惟忠曾與永祿10年（1567年）8月14日攻略秋月家時，以四尺五寸的大薙刀貫串敵兵，然後再以虛空投的方式將其丟離三丈之遠，當地因此被稱為人投原。
而十時連貞也曾在一場對抗秋月家的合戰中，施展以長槍串刺敵人，之後再往後盪至前方甩出的投槍術，隨後手持長刀奮迅殺敵。十時惟道(初代十時傳右衛門連久)則和安田國繼(天野源右衛門貞成)、内田統續於朝鮮碧蹄館之戰相爭為一番槍，身邊都帶著數把長槍，各自先以投槍戰法擊落數騎明兵，再騎馬持刀乘込敵陣斬敵。
基本上是作為立花武士個人爭功的戰法，能展現武勇振奮將兵士氣。

### 噓旗欺敵之計
即是在戰場以適當時機揭立假旗使敵軍誤以為有援軍或者伏軍因而退卻或繞路的計謀，這在中國古代戰爭是很常見的手法，日本戰國卻鮮少武將使用，當中立花道雪、宗茂、高橋紹運則是靈活運用此計的好手。
道雪於攻略秋月家之際，因大友陣中傳來毛利軍即將攻來的傳言，使得大友軍移往筑後川佈陣，秋月種實見機領一萬二千兵分四隊追擊佈陣於休松的道雪，道雪以斥侯得知後率三千兵侵攻吉光一地並於吉光至休茄子一帶事先揭立噓旗，隨後大聲擊鼓奮戰擊退秋月勢先鋒八千騎，而種實見到道雪所擺之噓旗誤認為大友軍之臼杵、吉弘兩軍乘機進攻居城而放棄追擊返回。立花宗茂則於岩戶之戰為援助被包圍的道雪，先率三百兵以鐵炮奇襲後另以二百兵立出軍旗威嚇，令敵軍以為大部援軍到來而解除對道雪的包圍。高橋紹運則於柴田川之戰先和道雪引誘夾擊秋月、問住所聯合軍令其大敗，並事先於二日市至針磨的秋月軍退路上佈滿了軍旗馬印，令秋月種實驚見誤以為大友援軍來襲，繞了一大圈路才回到居城。
此外立花宗茂於出戰朝鮮時，令部份精銳士兵的背後插置了三面軍旗(即下述的下黑之旗，而此做法稱為"三本品柄")，即是以一人當三人份的作法擺出噓旗，在碧蹄館之戰第二階段，於午時的側面突襲作戰中起了效用。
以上噓旗之應用為「示強之法」即是以多數的軍旗馬印加上打擊太鼓的聲勢令敵軍為之警戒甚至膽怯退卻。
而宗茂於碧蹄館之戰的第一階段時，甚至反過來以「示弱之計」令分隊擺出少數軍旗引誘明軍來攻，然後從側面奇襲，更於救援加藤清正往蔚山路上的元濆之戰，於夜晚設假陣營吸引明軍來攻促成伏擊。

### 沖的石太鼓軍樂隊
立花家從當主為道雪開始，每一岀戰便有軍太鼓助長士氣，道雪則自身在轎上拿著三尺赤木棒敲擊，吶喊著"エイトウ、エイトウ"振奮精神，家臣們稱其為「音頭」，跟著吶喊，充分展現孫子兵法「動如雷震」的氣勢。
此軍太鼓一開始是先讓武士們用立花家的家傳酒杯「五重之盃」輪流喝酒或是粥，然後開始分五段打鼓，第一段是出征，接下來是出陣，第三段是進擊，接著是合流，最後便是凱旋。
現今則在九州柳川當地成為祭祀活動，每二年一次。

## 立花家家寶

### 下黑之旗
此旗最初是由立花氏源流大友氏的先祖大友能直從源賴朝處拜領而來，因為旗幟下黑上白因此又稱源氏白旗。此旗之後在大友家第五代家督大友親時傳位給大友貞宗之時給予了分家至筑前的次子，立花家之祖的大友貞載（立花貞載）之後貞載隨當時的將軍足利尊氏東上至京都，當時貞載以華麗的軍裝並佩帶此旗而受到尊氏將軍的讚賞，往後此旗成了立花家三寶器之一。另外有以此旗為藍本分三面製作為左、中、右可插至鎧甲背後，其中中央的旗子較長約有2尺，稍微突出在兜以上可見，而此作法又稱為三本品柄。養子立花宗茂在出戰朝鮮之前連同金箔押桃型兜一起被配置給將士佩帶，共做了72面。

### 血染鐵扇
此扇是立花貞載隨足利尊氏於攝津國東洞院烏丸與詐降的結城親光對決之時所佩帶的扇子，因為在討取親光之時染到了親光的血，因此又稱血付之扇；之後在送上首級給尊氏檢閱之時也一同附上，尊氏則依此軍功回賞此扇給貞載，並一同下賜寶刀「吉光骨食」。此扇為是立花家三寶器之一。

### 吉光骨食
一把短刀。是由鎌倉時代的京的刀工，屬栗田口派的藤四郎吉光所打造，因吉光特別擅長打造短刀，其作品在江戶時代和「正宗」、「江之義弘」共同享有「三作」之稱呼。據傳是源氏的秘寶之一，後來落入足利尊氏手上，並且於上述同血染鐵扇一起由足利尊氏下賜給立花貞載，因此而成為立花家代代相傳的三寶器之一。

### 軍神掛物
立花家自道雪、宗茂以來，作為御守本尊帶往戰陣中高掛的軍神繪圖。
圖中央描繪著廣為戰國時期的武將們所信仰的佛教戰神・是為乘坐著山豬、三面六臂的「摩利支天」、
左下則是描繪著乘坐著軍馬穿着鎧甲，引導戰爭勝利之信仰的「將軍地藏(勝軍地藏)」、
右下則是描繪著高野山之鎮守的「高野明神」。
與日本關東的軍神・信仰佛教北方戰神毘沙門天的上杉謙信一般，立花父子作為西日本的軍神代表人物，也有對佛教戰神摩利支天的深厚信仰。

### 道雪愛用的刀槍
脇指 無銘（雷切丸）

刀 無銘 兼光

薙刀 銘 豊州高田住平家盛

鑓 銘 兼勝

## 親族、家臣

### 戶次一門本家
- 戶次親宣（戶次孫次郎、藏人五郎、大藏）道雪祖父‧戶次本家第十三代
- 戶次親家（戶次常陸介）親宣子，道雪父‧戶次本家第十四代
- 戶次親久（戶次加賀守、三河守、右京亮、宗心）親宣子，道雪叔父
- 戶次鑑方（戶次中務少輔、鑑堅）実田原紹忍之弟，道雪異母弟
- 戶次鎮連（戶次右近大夫、伯奢守、宗榮）鑑方子，道雪猶子‧戶次本家第十六代
- 戶次統常（臼杵少輔次郎、右近大夫、統連）鎮連養子‧戶次本家第十七代
- 戶次統利（戶次七左衛門、茂昭）鎮連次子
- 立花鎮林（戶次中務少輔）鑑方次子
- 戶次親行（戶次孫五郎）親家子，道雪異母弟(一說為道雪的妹婿，入贅後改姓戶次)
- 立花統春（戶次次郎兵衛）親行子
- 立花統次（森下三太夫）統春養子，森下釣雲之子
- 戶次親俊（戶次近江守、親永）親宣子，道雪叔父
- 戶次鑑比（戶次兵部少輔、鑑堅）親俊子
- 戶次鎮比（戶次兵部少輔）鑑比子

### 片賀瀨戶次氏
- 戶次親續（戶次新六郎、新三郎、丹後守、山城守）道雪伯公‧片賀瀨初代
- 戶次親久（戶次加賀守、三河守、右京亮、宗心）親宣子，過繼給戶次親續為養子‧片賀瀨二代
- 戶次親方（戶次山城守、親善、紹草）親久子‧道雪妹夫，過繼給立花鑑載為養子‧片賀瀨三代
- 戶次鎮秀（戶次山城守、太郎、宗傑）親方子、高橋紹運妹夫‧片賀瀨四代
- 戶次統貞（戶次左京亮、玄珊）鎮秀子
- 戶次統秀（斎藤純秀）鎮秀次子
- 戶次親良（山田勝兵衛、正兵衛）鎮秀三子
- 戶次鑑員（戶次三郎右衛門、直員）親久子
- 戶次鑑直 親久子
- 戶次親俊（戶次長門守）親續子，親久弟
- 戶次鎮就 親俊子

### 藤北戶次氏
- 戶次親延（戶次五郎、孫十郎、右馬助治部大輔、親正）道雪叔公‧藤北初代
- 戶次親就（戶次孫五郎、孫十郎、治部少輔、但馬守）道雪叔公，親延弟
- 戶次親繁（戶次刑部少輔）親延子，親就猶子，道雪堂叔父
- 戶次鎮時（戶次刑部少輔）親繁子
- 戶次親昌（戶次興左衛門）鎮時子
- 立花鎮實（戶次孫太郎、右衛門太夫、但馬了均）親繁次子
- 立花統實（戶次孫太郎、新右衛門、兵庫助、政之）鎮實子
- 立花親雄（戶次善次郎）鎮實次子
- 立花親勝（戶次孫市朗、木工助）鎮實三子
- 安東親清（戶次親清）鎮實四子，安東連直養子
- 立花鑑貞（戶次三郎右衛門、彈正忠、直貞）親繁三子
- 立花親家（戶次十郎、織部助、鎮貞）鑑貞子，高橋紹運么女之夫
- 立花政辰（戶次又太郎、三郎右衛門）鑑貞次子
- 戶次親宗（戶次右馬介、隼人佐、治部大輔、紹心）親延次子，道雪堂叔父兼後見役‧藤北二代
- 戶次鎮直（戶次治部少輔）親宗子
- 立花統直（戶次治部少輔）鎮直子
- 戶次鎮榮（戶次雅樂助、彌太郎、淨榮）親宗次子‧藤北三代
- 戶次統榮（戶次左兵衛、太郎介、種直）鎮榮子‧藤北四代

### 譜代家臣
| - 由布惟信（由布源五兵衛、美作守、雪下） - 由布惟次（由布五兵衛、美作守、慶祐） - 由布家續（由布甲斐守） - 由布惟明（由布大炊介、惟時） - 小野鎮幸（小野和泉守、宗珊） - 小野成幸（小野喜八郎） - 薦野增時（立花三河守、玄賀、賢賀） - 立花成家（薦野吉右衛門彌助、成宗、日玄） - 丹親次（薦野半右衛門） - 十時惟由（十時但馬守） - 十時連秀（十時与五郎、刑部少輔） - 十時惟道（十時傳右衛門惟道/連久） - 十時新四郎（板井新四郎、第二代十時傳右衛門） - 十時源兵衛（渡邊源助、十時相模守） - 十時連久（十時甚右衛門） - 十時連貞（十時孫右衛門、攝津守、雪齋） - 米多比鎮久（立花三左衛門、丹波守） - 竹迫鑑種（竹迫日向守） - 竹迫統種（竹迫五郎兵衛） - 竹迫連種（竹迫進士兵衛） | - 安東家忠（安東紀伊介、宗忠、雪窓） - 安東連實（安東藏人、善內兵衛） - 安東連善（安東舍人允、常陸介、雪空） - 安東連忠（安東紀伊守、雪貢） - 安東連直（安東彥右衛門、內藏頭） - 安東家久（安東彌太兵衛） - 安東家榮（安東助五郎） - 安東範久（安東五郎右衛門） - 安東幸貞（安東攝津介、津之助） - 安東連信（安東主稅助） - 安東常治（安東市之丞、記介） - 安東常久（安東善右衛門） - 安東連之（安東又次郎） - 海老名秀節（海老名彈介） - 高野大膳（高野大膳亮） - 內田鎮並（內田民部少輔） - 內田鎮家（內田壹岐守、元敘、玄恕） - 内田統續（內田忠兵衛、忠右衛門） - 京都鎮成（京都加賀右衛門） - 京都鎮安（京都五六兵衛） - 京都光兼（京都兔角兵衛） | - 足立連安（足達対馬守、直氏、成継、宗圓） - 原尻鎮清（原尻宮內少輔） - 森下釣雲（森下備中守） - 池邊永晟（池邊龍右衛門） - 堀祥（堀越後守東雲軒玉隱） - 堀秀（堀八郎、次郎右衛門、又介） - 吉田兼正（吉田右京） - 小串成春（小串大藏） - 小串成元（小串神八郎） - 小串成信（小串藤內） - 小串成重（小串忠左衛門） - 石松政之（石松安兵衛） - 小田部統房（小田部土佐守、新介） - 後藤種長(後藤隼人佐、新五兵衛) - 後藤連種(後藤隼人佐、市彌太) - 後藤種任(後藤新五兵衛) - 綿貫吉兼(綿貫左三兵衛) |

### 戶次的二王
内田鎮次、森下備中(森下釣雲之父)

### 立花雙翼
正將：由布惟信、奇將：小野鎮幸

副將：薦野增時、米多比鎮久

### 立花四天王
由布惟信、十時連貞、安東家忠、高野大膳、小野鎮幸（安東家忠隱居後替補）、薦野增時(高野大膳引退後替補)、米多比鎮久(由布惟信隱居後替補)
豐後戶次家時代是為安東家忠、十時惟忠(十時右近太夫惟定)、由布惟明(由布大炊介惟時)、高野大膳合稱「戶次四天王」。

### 道雪七家老
由布惟信、由布家續、安東家忠、安東家榮、十時連秀、森下釣雲、堀祥

### 立花家四十八鷹
立花家自道雪以來，依世代不同的家中武勇諸士所組成的一隊48人的精銳(起源為車返之戰時，聚集在軍旗上的白鷹引導道雪勝利之故)，由於可替換人選(例如有人老或病死戰死等原因)所以沒有固定名單。
(此事出自岡茂政 著《柳川史話》第二卷人物篇第117收錄之山崎美成所著《夜談錄》中，取自《立花家舊記》中《立齋公口述次第》(又稱立齋公御咄之覺《旧柳河藩志》第五章・行政、第二節・柳河再城時代 P.192 也有收錄))。

### 立花家三十二槍柱
從立花山在城以來至柳河城慶長年間，以家中與力頭32人(擔任先鋒、物見偵查、使番傳令)世襲制，文祿4年(1595年)時成員為：
| - 小野和泉守鎮幸 - 立花鑑貞(子為織部助親家、次男三郎右衛門政辰) - 由布七右衛門惟次(由布美作守惟信長男) - 米多比丹波守鎮久 - 立花吉右衛門成家(薦野三河守増時長男) - 内田清右衛門成員(内田出羽守鎮高次子) - 原尻宮内少輔鎮清 - 内田統続(内田壱岐守鎮家長男) - 十時新四郎(十時傳右衛門惟道之子。新四郎、第二代傳右衛門) - 十時源兵衛(渡辺清左衛門之子・十時傳右衛門惟道女婿養子、後稱相模守) | - 千手平左衛門(千手鑑元末子。千手河内守、顯孝寺存應) - 田尻八郎 - 因幡但馬入道宗糺(養子為十時連貞四男・伊兵衛正良) - 堀又介秀(堀越後守祥(東雲軒玉隱)長男) - 竹迫堪八郎虎種(竹迫五郎兵衛統種之子) - 清田又兵衛正成 - 安東彦右衛門連直(安東紀伊介家忠之孫) - 石松安兵衛政之(石松源五郎之子) - 十時但馬守惟由（子為十時市右衛門惟種） - 十時與五郎連秀(十時右近太夫惟忠之子) - 世戸口十兵衛政真 | - 由布大炊助惟時(由布甲斐守家續長男) - 足達勝右衛門(足立對馬守連安之族子) - 立花新右衛門統実(立花右衛門大夫鎮實長男) - 十時摂津守連貞 - 清水藤右衛門連元(清水和泉守實元長男) - 後藤市弥太虎種(後藤隼人佐連種之子) - 立花三太夫統次(森下備中守釣雲三子、立花次郎兵衛統春養子) - 佐伯善左衛門惟幸(佐伯喜三兵衛惟綱之子) - 池辺次郎(池辺永晟族子) - 十時甚右衛門連久(十時甚兵衛惟之之子) - 安東孫兵衛政弘(安東紀伊守連忠之子) |

《旧柳河藩志》第三章・藩治、第三節・藩政、第二・軍政組織 P.154~155